# Горбаків
Горбакі́в — село в Україні, у складі Бабинської сільської громади Рівненської області.

## Географія
Село Горбаків лежить за 0,2 км на північний захід від містечка Гоща. Розташоване на лівому березі річки Горинь. Через село проходить траса Київ-Чоп М06, відстань до міста Рівне — 28 км, до міста Київ — 303 км. У селі є Горбаківський парк і ставок, а неподалік від села гідрологічна пам'ятка природи — Дорогобузькі джерела.

### Ґрунти
Чорноземи неглибокі слабогумусовані та малогумусні:
- 55д — чорноземи неглибокі карбонатні слабогумусовані слабо змиті неосушені та осушені грубопилувато-середньосуглинкові схилів складної форми з улоговинами крутизною 2-3˚;
- 56д — чорноземи неглибокі карбонатні сильно змиті середньо суглинкові схилів складної форми з улоговинами 2-3˚

Лучні ґрунти:
- лучні та чорноземно-лучні ґрунти.

Опідзолені ґрунти:
- 208г — опідзолені намиті грубопилувато-легкосуглинкові днищ балок 0-1˚

### Клімат
Середня висота над рівнем моря 186 м. Клімат помірний континентальний. Кількість опадів у Горбакові значна, з опадами навіть у найсухіший місяць. За класифікацією кліматів Кеппена — Dfb (зона D — помірний континентальний клімат без посушливого сезону з теплим літом). Середньорічна температура в Горбакові 7,3 °C. За рік кількість опадів становить 631 мм. Найсухіший місяць — березень, 30 мм опадів. У липні кількість опадів досягає свого піку, в середньому 90 мм. Найтепліший місяць року — липень, із середньою температурою 18,8 °C. Січень — найхолодніший місяць року, середньомісячна температура -5.4 °C. Різниця в опадах між найсухішим і найвологішим місяцями становить 60 мм. Різниця річної температури становить близько 24,2 °C.

## Історія
Очевидно, назва села походить від слов'янського слова — горб (форма рельєфу, що піднімається над навколишньою поверхнею). Крем'яні знаряддя праці, черепки знайдені в околицях, свідчать, що люди тут над Горинню жили з прадавніх часів. Земля волинян, Волинського князівства, Русі, Галицько-Волинського князівства, Великого князівства Литовського. В 1452 році селом володів князь Юрій Семенович Гольшанський, а з 1511 року князь Костянтин Іванович Острозький, зять Семена Юрійовича Гольшанського при якому в Горбакові було чотири господарства, в Горбакові Другому три господарства та одне монастирське з яких сплачувалось подимне.
Село Горбаків згадується в актах Луцького замку від 15 червня 1545 року, де між іншим сказано, що з проїжджих купців беруть мито «з воза по грошу, а від коня не потрібно». Також Горбаків згадується як маєток князя Констянтина Острозького в актах від 6 липня 1562 року в скарзі дорогобузького урядника князя про підтоплення паном Іваном Кирдійовичем Мнишинським сінокосів в селі Горбаків.
21 червня 1649 року, під час Національно-визвольної війни на чолі з Богданом Хмельницьким, на село напали дворяни — Ян Козинський і Варфоломій Кулаковський які побили і заподіяли важких ран селянам а одного вбили, забрали коней. Нападників зловили в діброві біля Білої Криниці і пізніше судили.
Від 1649 року володарем села був Ян Замойський син Катерини Острозької при якому вже було від 20 господарств. За переписом єврейського населення в 1784 році у селі проживало троє жидів які відносились до кагалу Острога. Пізніше володарями села у різні часи були князі Любомирські, Гулевичі, Вігури, поміщик Чертов, який у 1874 році купив три чверті села (292 десятини орних земель) а решта залишилась за Вігурами.
В селі є церква Пресвятої Трійці зведена 1764 року коштом князя Станіслава Любомирського яка вже відсвяткувала 255 років від часу своєї побудови.
Церква дерев'яна, на кам'яному фундаменті, в 1872 році до неї прибудована триярусна на кам'яному фундаменті дзвіниця на кошти парафіян. В 1885 році церква була пофарбована і в ній був влаштований новий іконостас. Метричні книги велись з 1806 року. Церкві належало 52 десятини 867 сажень орних і інших земель. 29 квітня 1880 року була пожежа в якій згоріли парафіяльний будинок та хазяйські прибудови. Церковно-парафіяльна школа відкрита у вересні 1884 року в селянській хаті, причому від селян виплачувалась заробітна платня вчителю в 60 рублів на рік а на опалення і освітлення школи 12 рублів, на ремонт 5 рублів 25 копійок. Відвідувало школу 20 учнів. Парафіян разом з православними села Шкарів було 810. Священник Констянтин Сільвестрович Олесницький з 1877 року, а псаломщик Георгій Максимович Новаковський с 1880 року. В 1930—1940 рр. священником був Сергій Ковалевський, у минулому кадровий офіцер російської армії. За Вігурів існувала домова капличка Римо-католицької парафії Тучина.
Біля автотраси знаходиться старий цвинтар де майже зруйнований і давно пограбований склеп капітана Чертова Андрія Аркадієвича (4.07.1815 — 23.02.1874) та могили його родини.

### Під владою Російської імперії
Після поділу Речі Посполитої в 1795 році Волинь відійшла Російській імперії, а село Горбаків увійшло в склад Гощанської волості, а пізніше приєднано до Бугринської волості Острозького повіту Волинської губернії. Станом на 1885 рік тут проживало 564 особи, було 59 дворів, православна церква, корчма, вітряний млин.
У 1913 році найбільшим землевласником у селі був Чертов Микола Андрійович, який здавав в оренду Люціану Горновському 419 десятин землі, ще майже по 100 десятин мали у власності Марія і Ядвіга Кобилянські та Анна Стемпковська.

### Революційні події 1917—1921рр.
В період революційних подій 1917—1921 рр. та польсько—радянської війни, через село, у напрямку Київ — Варшава, пересувались армії та кордони ворогуючих держав.
У складі Армії УНР на чолі з С. Петлюрою виборювали незалежність України — Гальчук Адам, Матвійчук Марко, Симончук Іван та Ткачук Клим.
24 серпня 1919 року польські війська перейшли ріку Горинь коло містечка Гощі та зайняли Корець.
В ніч на 2 липня 1920 року, під сильним артилерійським та рушнично—кулеметним вогнем, польська армія відступила перед натиском Першої кінної армії Будьонного за ріку Горинь підірвавши міст, але це не зупинило наступаючих, які після нічного відновлення моста та вбрід перейшли ріку і захопили невеликий плацдарм, а 4 липня і місто Рівне та вже в кінці вересня ця червона навала після Варшавської битви відкотилась назад.

### У складі Польської Республіки

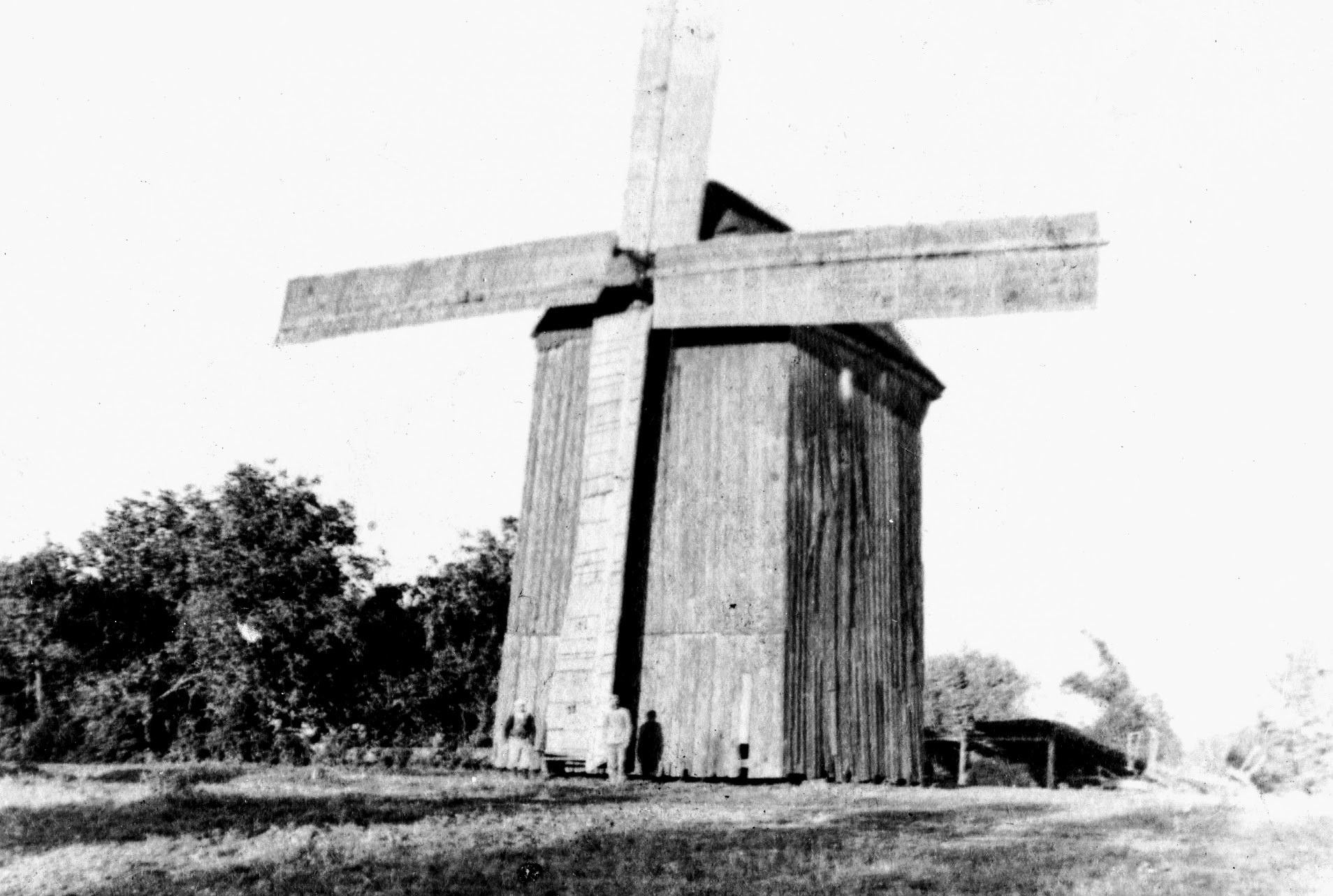
Млин Віктора Повара 20-30 (рр.) XX століття

Після підписання Варшавського договору представниками Польщі і Української Народної Республіки та наступного Ризького миру землі Західної України відійшли до Польщі. У період польської адміністрації Горбаків входив у ґміну Бугрин Рівненського повіту, Волинського воєводства Польщі. 1928 року польською владою була припинена діяльність філії товариства «Просвіта». З 1929 року солтисом села був Тимофій Сульжук-Поліщук. В 1930 році польським урядом проведена комасація земель села загальною площею 1095,68 гектарів, зокрема через Товариство «Горбаківське». Мешканці займалися сільським господарством, чоловіки мостили бруківку на будівництві шосейних доріг Рівненського повіту. У селі підпільно діяло «Українське селянське об'єднання», члени якого — Наконечний, Галан, Єремчук, Іван Садовнік, Сульжук, Левко та ін. переслідувались польською дефензивою. Через близькість кордону з УРСР, у селі діяла польська розвідка та секретні співробітники розвідувального управління Київського військового округу, які збирали і передавали інформацію про настрої селян, будівництво доріг, мостів, фортифікацій, пересування військових частин Рівненського гарнізону. Кілька юнаків села 1935—1936 роках служили, а 1939 р. були мобілізовані в польську армію, брали участь у військових діях, і навіть потрапили до німецького полону, зокрема така доля спіткала Терещука Луку Вікторовича (07.02.1915 — 04.11.1981).

### Друга світова війна
Друга світова війна почалася для мешканців села 1 вересня 1939 року, коли гітлерівські війська вторглися в Польщу, а 17 вересня у конфлікт втрутився Радянський Союз — союзник нацистської Німеччини і окупував західноукраїнські землі Польщі. За першої більшовицької окупації в селі був організований колгосп, у який добровільно увійшло 30 господарств з 363-х існуючих.
З початком німецько-радянської війни, Горбаків неодноразово згадується у бойових донесеннях вермахту і побічно в РСЧА.
2 липня 1941 року село піддавалось бомбардуванню, селяни також спостерігали повітряні бої і численні автоколони на схід.
| Бойові донесення вермахту і РСЧА |
| --- |
| Оригінальний текст (рос.) Противник продолжает развивать успех в ровенском направлении. В течение 30.6.41 г. его танковые части пытались форсировать р. Горынь в районе Гоща. — Боевой приказ № 08. ШТАРМ 5 лес 6 км восточнее БЕРЕЗЬНЕ 1.7.41 21.10. 259 14-а тд 3-му ТК 02.07.41 20:45 Денне донесення: а) Виконуючи наказ по обороні зі сходу плацдарму Рівне на ділянці Горинь і розширення плацдарму, досягнуто: 1. 103-й мпп як права бойова група дійшов до лінії: 1 км південно-західніше Томахів - Шкарів до перехрестя на 1-м км західніше Горбаків - Дорогобуж з контактом справа с 93-м пп. Інсценована в другій половині дня 103-м мпп по наказу корпуса несправжня спроба переправи біля Горбакова зустріла сильний спротив ворога зі сторони вигину дороги на 1 км північно-східніше Горбакова — Бойові донесення 14 танкової дивізії вермахту Оригінальний текст (рос.) К утру 2.7.41 г. противник, подтянув в район Бугрынь остальные части 13-й танковой дивизии, а в район Стадники, Кидра также танковую дивизию (наименование не установлено), с 10.00 2.7.41 г. при поддержке авиации перешел в наступление на всем фронте обороны 19-го механизированного корпуса, нанося главный удар вдоль шоссе Ровно – Гоща и на Острог. К 16.00 2.7.41 г. противник, отбросив 109-ю стрелковую дивизию, переправился на восточный берег р. Горынь и начал распространяться на восток. К исходу дня 2.7.41 г. 43-я и 40-я танковые дивизии отошли на восточный берег р. Горынь — Доповідь про бойові дії 43-ї танкової дивізії 19-го механізованого корпусу РККА за період с 22.6 по 10.8.41 р. 312 25-а мд 3-му ТК 04.07 06:35 Як неодноразово доповідалось, авангард дивизії застряг перед мостом біля Бугрина. Дивізія тримається дороги Бугрин - Бабин - Рівне - Бронники. Наполегливо просимо відстрочити просування моторизованной бригады СС "Лейбштандарт А.Г." на Горбаків для проходу 25-ї дивізії 331 25-а мд 3-му ТК 05.07. 09:40 Спроби 25-ї мд переправитись групами біля Горбакова за 14-ю тд в теперішній час безрезультатні. Танковая дорога надто завантажена колонами 14-ї тд, які тільки зараз отримали змогу підтягнутись — Бойові донесення 13-ї танкової і 25-ї моторизованої дивизій вермахту |

Спочатку німців населення села сприйняло як визволителів від сталінського режиму (зустрічали з квітами у вишиванках). Під час німецької окупації бачили в селі розвідника Кузнєцова у жіночому вбранні, з німецьких окупантів своєю неприязню запам'ятались жителям угорці та п'яні козаки з нагайками. Літом 1943 року, поблизу села, боївка УПА під командою «Думи» (командир боївки — Ничипорик Євген Андрійович 1922 р.н., уродженець села Липки Гощанського району Рівненської області) організувала засідку на автошляху Київ—Рівне. По дорозі їхало легкове авто з німцями яке повстанці зупинили, німців роззброїли, забрали документи і зникли в темряві.
Січень 1944 року видався дощовим, річка Горинь вийшла з берегів. Під час Рівненсько-Луцької операції 13-ї армії село Горбаків безуспішно, з 27 січня 1944 року, атакували підрозділи 524-го стрілецького полку 112-ї стрілецької дивізії, які змогли захопити село тільки 30 січня 1944 року після відступу німців, які просто залишили позиції, уникаючи оточення.
| Бойові донесення Червоної армії |
| --- |
| Ко дню начала наступления частей 24 Стрелкового корпуса и форсирования р. Горынь всеми видами войсковой разведки была установлена группировка, численность и система обороны противника на зап. берегу р. Горынь. На рубеже: МНИШИН, ГОРБАКУВ занимал оборону 375 пехотный полк 454 охр. Дивизии, общая численность – до 300 штыков, ручн. пулеметов – 12, станк. пулеметов – 5. На рубеже ГОРБАКУВ — ОЖЕНИН оборонялась кор. группа «С» в составе потрепанных 183 пд /330 и 351 пп/, 217 пд /311 и 389 пп/, 339 пд /691 и 692 пп/. — Бойовий шлях 24 стрілецького корпусу 27.01.44 г. Противник силами 183 ПД в составе 330 и 351 ПП /2-х батальонного состава каждый/, при поддержке 417 АП и 15-20 танков продолжал оборонять зап. берег р. Горынь. Его ближайшие резервы силою до кавполка сосредоточили в р-не ПОДОЛЯНЫ — ДРОГОБУЖ. Оказывал упорное огневое сопротивление наступающим частям дивизии, контратакуя мелкими группами пехоты. В 13.00 мелкими группами пехоты артиллерии и обозов отходил из р-на ПОДОЛЯНЫ и ВИЛЬГОР в зап. направлении. К 16.00 оставил МНИШИН, продолжая оказывать сопротивление в р-нах: ГОРБАКУВ, ТОЛМАШУВ, БУГРЫНЬ. Дивизия к вечеру 26.01.44 г. Заняла исходное положение для наступления по вост. берегу р. ГОРЫНЬ: 524 СП — /иск./ ЧУДНИЦА, м. ГОЩА, СЫМОНУВ, /иск. АГАТУВКА. 416 СП — АГАТУВКА, зап. и южная опушки рощи юго-зап. АГАТУВКА, /иск./ БАШИНА. 385 СП — БАШИНА, ЗАВИЗУВ, БУХАРУВ. В ночь с 26 на 27.01.44 г. Силами 159 ОСБ подготовлены переправы через р. ГОРЫНЬ в р-нах: БУХАРУВ — 3 парома, ЗАВИЗУВ — штурмовой мостик из 4 плотов, СЫМОНУВ — 3 штурмовых мостика. Прикрываясь темнотой, части дивизии форсировали р. ГОРЫНЬ и к 8.00, заняв боевой порядок на зап. берегу р. ГОРЫНЬ, перешли в решительное наступление. 524 СП, преодолевая упорное сопротивление противника 2 СБ к 16.00 вышел в р-н ГОРБАКУВ, атакуя противника 5 ротой с юга и 6 ротой с севера на окр. ГОРБАКУВ, продвигаясь одновременно 4 ротой севернее шоссе в направлении на БАБИН. I СБ, выйдя в р-н отм. 180,2 развивал наступление в юго-зап. направлении на ТОЛМАШУВ. Продвижение батальона было приостановлено сильным ружейно-пулеметным и артминогнем противника. По неуточненным данным полк понес потери — убитыми — 8 человек и ранеными — 48 человек. — Журнал бойових дій 112 стрілецької дивізії 28.01.44 г. 112 Рыльско-Коростеньская Стрелковая Дивизия продолжала выполнять поставленную задачу. Противник оказывал упорное сопротивление с своих опорных пунктов ГОРБАКУВ, ШКАРУВ, ИЛИН, ТОЛМАШУВ. 524 сп вторым стрелковым батальоном преодолевая огневое сопротивление противника наступал на ГОРБАКУВ, обходя его с флангов. За день боев значительных успехов не имел. — Бойовий шлях 24 стрілецького корпусу 28.01.44 г. 2/524 СП, преодолевая сильный ружейно-пулеметный и артминогонь противника, отражая частые контратаки, неся при этом потери, продолжал наступление на ГОРБАКУВ. В 21.00 маневром с флангов окружил противника в ГОРБАКУВ и продолжает его уничтожение. I/524 в 6.00 овладел сев. зап. окр. ТОЛМАШУВ. В 13.00 был контратакован силою по 150 человек пехоты, при поддержке 5 танков. В течении дня батальон отражал 5 контратак противника силами до двух рот пехоты каждая. К исходу дня батальон овладел ТОЛМАШУВ и, закрепляясь на его сев. зап. и зап. окр., одной ротой продолжает наступление на ШКАРУВ. 30.01.44 г. Противник в прежней группировке продолжает оборонять рубеж: ДРАГОБУЖ, отм. 226.4, ИЛИН, ОЛЬГОПОЛЬ, МИХАЛУВКА, СЕРГЕЮВКА, отм. 226.1. В ночь с 29 на 30.01.44 г. занял ГОРБАКУВ, под воздействием разведгруппы 524 СП в 13.30 30.01.44 г. вновь оставил ГОРБАКУВ, отойдя в западном направлении. — Журнал бойових дій 112 стрілецької дивізії |

В один з тих похмурих днів радянське командування, яке ніколи не рахувалось з людськими життями, послало розвідників, серед білого дня, викрити вогневі точки гітлерівців. З Гощанського повороту виїхала машина з бійцями, яка тут же була накрита вогнем мінометної батареї на Валу. Один з тих невідомих воїнів перебрався через ріку Горинь і був поранений на нейтральній смузі біля озера. Цілий Божий день він стогнав: «Мать моя родная, зачем ты меня на свет родила !» з кожною годиною все тихіше і тихіше… Місцеві жителі в цей час переховувались на хуторах де тепер школа. Після бою на замінованих полях перед селом залишилась дюжина мертвих німців яких так і поховали в окопах. Перед відступом фашисти підірвали міст через Горинь, пограбували, спалили крайні хати села та залишили після себе вибухонебезпечні іграшки від яких потім загинули або були поранені допитливі діти.
На фронтах німецько-радянської війни у складі Червоної армії билися проти гітлерівців 85 мешканців села, з них 64 загинуло. Бойовими орденами і медалями нагороджено 78 чоловік.

### Радянський період
Національно свідомі селяни підтримували діяльність збройного підпілля ОУН та УПА (шили одяг, забезпечували харчами, вели підпільну діяльність, вивішували жовтоблакитні прапори), були репресовані або загинули.
18 лютого 1949 р. на хуторі Гора Горбаківської сільради під час бою з військами МДБ, у криївці влаштованій у власній хаті, героїчно загинула Сергійчук Текля Созонівна 1903 р.н. За описом карателів вона кинулась в люк криївки зі словами: «Хлопці не стріляйте, це я, хазяйка!» і додала «Дочко! Прощай!». В криївку кинуто 10 ручних гранат і 8 ракет. Разом з героїнею загинув повстанець «Журавель» (Пасічник Костянтин Федорович, уродженець села Рясники, сліпий на одне око) та двоє невідомих героїв — чоловік і жінка. Катами захоплені трофеї: автомат ППШ, німецький автомат, гвинтівка російського зразка, револьвер Наган, чотири пістолети, друкарська машинка, багато антирадянських листівок (ДАРО, ф-Р-2771, оп.2, спр.4485, т.4, арк.11,12).
Тіла героїв вивезли до Гощанського районного відділку МДБ, виглядало це так, як згадує Федір Поліщук: «Нас спеціально класом вивели зі школи де я побачив тіла молодих людей припертими до стіни — двох хлопців та вагітної дівчини з ангельськими обличчями які виглядали мов живі».
| \| № \| Прізвище, ім'я, по батькові \| Біографічні довідки \| \| -- \| ------------------------------------ \| --------------------------------------------------------------------------------------------------------------------------------------------------------------------------------------------------------------------------------------------------------------------------------------------------------------------------------------------------------------------------------------------------------------------------------------------------------------------------------------------------------------------------------------------------------------------------------------------------- \| \| 1 \| Антонішин Іван Миронович \| ? р. н., Уч. визв. змаг. 1941-55 pp. Чл. форм. ОУН-УПА. Засуджений московсько-комуністичним режимом до сталінських концтаборів смерті. \| \| 2 \| Артюшкевич Аврам Гордійович \| 1910 р. н., Уч. визв. змаг. 1941-55 pp. Чл. форм. ОУН-УПА. Уч. II світової війни у складі совєтської армії і там загинув. \| \| 3 \| Артюшкевич Надія Гордіївна \| 1930 р. н., Уч. визв. змаг. 1941-55 pp. Чл. форм. ОУН-УПА. Засуджена московсько-комуністичним режимом до сталінських концтаборів смерті. \| \| 4 \| Базелик Уліян Уліянович \| 1922 р. н., Уч. визв. змаг. 1941-55 pp. Чл. форм. ОУН-УПА. Засуджений московсько-комуністичним режимом до сталінських концтаборів смерті. \| \| 5 \| Базелік Улян Пархомович \| 1921 р. н., с. Горбаків Гощанського р-ну. Українець, робітник Бабинського цукрозаводу. Прож. с. Горбаків Гощанського р-ну. Заарешт. 18 березня 1945 р. Обвинувач. за ст. 54-1а, 54-11 КК УРСР. Засудж. ВТ військ НКВС Рівненської обл. 21 червня 1944 р. на 20 р. ВТТ і 5 р. позбавлення прав з конфіскацією майна. Ухвалою ВТ ПрикВО від 9 червня 1956 р. термін покарання знижено до 10 р. ВТТ і 3 р. позбавлення прав. Звільн. 29 червня 1955 р. Реабіл. висновком прокуратури Рівненської обл. від 7 серпня 1992 р. (СБУ, 9813). \| \| 6 \| Бендерська Надія Степанівна \| 1912 р. н., с. Стадники Острозького р-ну. Українка, освіта 2 кл., селянка. Прож. с. Горбаків Гощанського р-ну. Заарешт. 1 березня 1945 р. Обвинувач. за ст. 54-1а, 54-11 КК УРСР. Постановою ТВ НКВС Вінницької залізниці від 23 червня 1945 р. справу припинено, з-під варти звільнено. (ДАРО, 3471). \| \| 7 \| Бережняк Андрій Арсенович \| 1929 р. н., Уч. визв. змаг. 1941-55 pp. Чл. форм. ОУН-УПА. Загинув при загадкових обставинах. \| \| 8 \| Бережняк Андрій Миронович \| 1911 р. н., с. Горбаків Гощанського р-ну. Українець, малописьменний, селянин. Прож. с. Горбаків Гощанського р-ну. Уч. визв. змаг. 1941-55 pp. Уч. II світовой війни у складі совєтської армії. Співпрацював з чл. форм. ОУН-УПА. Заарешт. 17 грудня 1949 р. Гощанським РВ МДБ. Обвинувач. за ст. 20-54-1а, 54-11 КК УРСР. Засудж. ОН при МДБ СРСР 31 травня 1950 р. на 10 р. заслання. Звільн. 3 жовтня 1958 р. Реабіл. постановою президії Рівненського облсуду від 14 березня 1990 р. (ДАРО, 4710). \| \| 9 \| Бережняк Клим Федосійович \| 1900 р. н., с. Горбаків Гощанського р-ну. Українець, освіта 4 кл., селянин. Прож. с. Горбаків Гощанського р-ну. Заарешт. 29 березня 1940 р. Обвинувач. за ст. 54-13 КК УРСР. Засудж. ОН при НКВС СРСР 25 жовтня 1940 р. на 8 р. ВТТ. Реабіл. висновком прокуратури Рівненської обл. від 25 травня 1989 р. (ДАРО, 192). \| \| 10 \| Бережняк Ксенія Тихонівна \| 1922 р. н., с. Горбаків Гощанського р-ну. Українка, освіта 2 кл., селянка. Прож. с. Горбаків Гощанського р-ну. Уч. визв. змаг. 1941-55 pp. Чл. форм. ОУН-УПА. Заарешт. 12 січня 1950 р. Обвинувач. за ст. 20-54-1а, 54-11 КК УРСР. Засудж. ОН при МДБ СРСР 22 квітня 1950 р. на 10 р. ВТТ. Реабіл. постановою президії Рівненського облсуду від 7 грудня 1989 р. (ДАРО, 4121). \| \| 11 \| Бережняк Никифор Феодосійович \| 1905 р. н., с. Горбаків Гощанського р-ну. Українець, освіта початкова, механік ДЕУ № 869 УНКВС у Рівненській обл. Прож. с. Горбаків Гощанського р-ну. Заарешт. 17 жовтня 1945 р. Обвинувач. за ст. 54-1а КК УРСР. Постановою УНКВС у Рівненській обл. від 26 грудня 1945 р. справу припинено, направлено на роботу в Печерський вугільний басейн на 6 р. на підставі директиви НКВС і НКДБ СРСР від 29 жовтня 1945 р. (СБУ, 2395). \| \| 12 \| Бережняк Сидор Федорович \| 1917/19 р. н., с. Горбаків Гощанського р-ну. Українець, освіта 3 кл., швець артілі інвалідів «Рекорд». Прож. с. Горбаків Гощанського р-ну. Уч. визв. змаг. 1941-55 pp. Чл. форм. ОУН-УПА. Заарешт. 12 січня 1950 р. Обвинувач. за ст. 20-54-1а КК УРСР. Засудж. ОН при МДБ СРСР 22 квітня 1950 р. на 10 р. ВТТ. Степлаг. Реабіл. постановою президії Рівненського облсуду від 7 грудня 1989 р. (ДАРО, 4121). \| \| 13 \| Бережняк Федір Андрійович \| 1930 р. н., с. Горбаків Гощанського р-ну. Українець, освіта 4 кл., селянин. Прож. с. Горбаків Гощанського р-ну. Уч. визв. змаг. 1941-55 pp. Чл. форм. ОУН-УПА. Заарешт. 17 грудня 1949 р. Гощанським РВ МДБ. Обвинувач. за ст. 54-1а, 54-11 КК УРСР. Засудж. ОН при МДБ СРСР 31 травня 1950 р. на 10 р. ВТТ. Степлаг. Звільн. 18 травня 1956 р. Реабіл. постановою президії Рівненського облсуду від 14 березня 1990 р. (ДАРО, 4710). \| \| 14 \| Бережняк Федір Романович \| 1918 р. н., с. Горбаків Гощанського р-ну. Українець, селянин. Прож. с. Горбаків Гощанського р-ну. Заарешт. 20 квітня 1944 р. Обвинувач. за ст. 2 Указу ПВР СРСР від 19 квітня 1943 р. Засудж. ВТ військ НКВС Рівненської обл. 9 травня 1944 р. на 20 р. каторжних робіт і 5 р. позбавлення прав з конфіскацією майна. Звільн. 15 грудня 1956 р. Реабіл. висновком прокуратури Рівненської обл. від 12 грудня 1992 р. (СБУ, 10530). \| \| 15 \| Бережняк Федора Максимівна \| 1911 р. н., с. Горбаків Гощанського р-ну. Українка, неписьменна, селянка. Прож. с. Горбаків Гощанського р-ну. Уч. визв. змаг. 1941-55 pp. Співпрацювала з чл. форм. ОУН-УПА. Заарешт. 17 грудня 1949 р. Гощанським РВ МДБ. Обвинувач. за ст. 20-54-1а, 54-11 КК УРСР. Засудж. ОН при МДБ СРСР 31 травня 1950 р. на 10 р. заслання. Звільн. у жовтні 1958 р. Реабіл. постановою президії Рівненського облсуду від 14 березня 1990 р. (ДАРО, 4710). \| \| 16 \| Войтюк Афанасій Трохимович \| 1912 р. н., с. Подоляни Гощанського р-ну. Українець, освіта 3 кл., робітник Бабинського цукрозаводу. Прож. с. Горбаків Гощанського р-ну. Уч. визв. змаг. 1941-55 pp. Співпрацював з чл. форм. ОУН-УПА. Заарешт. 3 грудня 1949 р. Гощанським РВ МДБ. Обвинувач. за ст. 54-1а, 54-11 КК УРСР. Засудж. ОН при МДБ СРСР 22 квітня 1950 р. на 10 р. ВТТ. Реабіл. висновком прокуратури Рівненської обл. від 9 березня 1992 р. (ДАРО, 4873). \| \| 17 \| Войтюк Марія Єрмолаївна \| 1918/19 р. н., с. Горбаків Гощанського р-ну. Українка, освіта 3 кл., селянка. Прож. с. Горбаків Гощанського р-ну. Уч. визв. змаг. 1941-55 pp. Співпрацювала з чл. форм. ОУН-УПА. Заарешт. 3 грудня 1949 р. Гощанським РВ МДБ. Обвинувач. за ст. 54-1а КК УРСР. Засудж. ОН при МДБ СРСР 22 квітня 1950 р. на 10 р. ВТТ. Реабіл. висновком прокуратури Рівненської обл. від 9 березня 1992 р. (ДАРО, 4873). \| \| 18 \| Галан Ганна Марківна \| 1896/1903 р. н., с. Горбаків Гощанського р-ну. Українка, неписьменна, селянка. Прож. с. Горбаків Гощанського р-ну. Уч. визв. змаг. 1941-55 pp. Співпрацювала з чл. форм. ОУН-УПА. Заарешт. 12 січня 1950 р. Обвинувач. за ст. 54-12 КК УРСР. Засудж. ОН при МДБ СРСР 20 травня 1950 р. на 5 р. ВТТ. Реабіл. висновком прокуратури Рівненської обл. від 28 лютого 1990 р. (ДАРО, 3731). \| \| 19 \| Галан Трохим Карпович \| 1892/1900 р. н., с. Горбаків Гощанського р-ну. Українець, неписьменний, селянин. Прож. с. Горбаків Гощанського р-ну. Уч. визв. змаг. 1941-55 pp. Співпрацював з чл. форм. ОУН-УПА. Заарешт. 13 січня 1950 р. Обвинувач. за ст. 54-12 КК УРСР. Засудж. ОН при МДБ СРСР 20 травня 1950 р. на 5 р. ВТТ. Реабіл. висновком прокуратури Рівненської обл. від 20 жовтня 1989 р. (ДАРО, 3731). \| \| 20 \| Галан Василь ? \| 1912 р. н., Уч. визв. змаг. 1941-55 pp. Співпрацював з чл. форм. ОУН-УПА. Засуджений московсько-комуністичним режимом до сталінських концтаборів смерті. \| \| 21 \| Галан Єфросинія ? \| 1910 р. н., Чл. форм. ОУН-УПА, зв'язкова. Загинула при загадкових обставинах. \| \| 22 \| Галан Катерина Адамівна \| 1918 р. н., Уч. визв. змаг. 1941-55 pp. Чл. форм. ОУН-УПА, зв'язкова. Засуджена московсько-комуністичним режимом до сталінських концтаборів смерті. \| \| 23 \| Гальчук Адам ? \| Уч. визв. змаг. 1918-21 pp. у складі Армії УНР на чолі з С. Петлюрою. Не репресований. \| \| 24 \| Гей Василь Сидорович \| 1920 р. н., Уч. визв. змаг. 1941-55 pp. Загинув у боротьбі з московськими окупантами, розстріляний у Рівненській тюрмі. \| \| 25 \| Герасимчук ? \| ? р. н., Уч. визв. змаг. 1941-55 pp. Чл. форм. ОУН-УПА. Засуджений московсько-комуністичним режимом до сталінських концтаборів смерті. \| \| 26 \| Господар-Наконечна Федора Григорівна \| 1906 р. н., с. Федорівка Гощанського р-ну. Українка, неписьменна, селянка. Прож. с. Горбаків Гощанського р-ну. Уч. визв. змаг. 1941-55 pp. Співпрацювала з чл. форм. ОУН-УПА. Заарешт. 27 грудня 1949 р. Обвинувач. за ст. 20-54-1а, 54-11 КК УРСР. Засудж. ОН при МДБ СРСР 20 травня 1950 р. на 10 р. ВТТ. Звільн. 29 грудня 1954 р. Реабіл. висновком прокуратури Рівненської обл. від 24 квітня 1992 р. (ДАРО, 4955). \| \| 27 \| Господар-Наконечний Василь Іванович \| 1930 р. н., с. Горбаків Гощанського р-ну. Українець, освіта 3 кл., селянин. Прож. с. Горбаків Гощанського р-ну. Уч. визв. змаг. 1941-55 pp. Чл. форм. ОУН-УПА. Заарешт. 22/27 грудня 1949 р. Обвинувач. за ст. 54-11 КК УРСР. Засудж. ОН при МДБ СРСР 20 травня 1950 р. на 10 р. ВТТ. Відбував покарання — Абанський ліспромхоз. Звільн. 29 грудня 1954 р. Реабіл. висновком прокуратури Рівненської обл. від 24 квітня 1992 р. (ДАРО, 4955; АЦДВР-Ф11-Т14). Проживав в м.Червоноград. \| \| 28 \| Господар Костянтин Артемович \| 1920 р. н., Уч. визв. змаг. 1941-55 pp. Чл. форм. ОУН-УПА. Загинув у боротьбі з московськими окупантами, розстріляний у Рівенській тюрмі. \| \| 29 \| Гуменюк Оксана Федорівна \| 1915 р. н., с. Горбаків Гощанського р-ну. Українка, освіта 2 кл., селянка. Прож. с. Горбаків Гощанського р-ну. Заарешт. 17 грудня 1949 р. Гощанським РВ МДБ. Обвинувач. за ст. 54-1а, 54-11 КК УРСР. Засудж. ОН при МДБ СРСР 14 червня 1950 р. на 10 р. ВТТ. Звільн. 14 лютого 1959 р. Реабіл. висновком прокуратури Рівненської обл. від 24 травня 1993 р. (ДАРО, 5585). \| \| 30 \| Гуменюк Оксенія Андріївна \| 1912 р. н., Уч. визв. змаг. 1941-55 pp. Чл. форм. ОУН-УПА. Засуджена московсько-комуністичним режимом до сталінських концтаборів смерті. \| \| 31 \| Гуменюк Олександр Потапович \| 1925 р. н., Уч. визв. змаг. 1941-55 pp. Чл. форм. ОУН-УПА. Загинув при загадкових обставинах. \| \| 32 \| Дем'янчук Петро Іванович \| 1919 р. н., с. Горбаків Гощанського р-ну. Українець, освіта 4 кл., дільничний наглядач лінії телефонного зв'язку Рівненського лінійно-технічного вузла зв'язку. Прож. с. Горбаків Гощанського р-ну. Уч. визв. змаг. 1941-55 pp. Чл. форм. ОУН-УПА. Заарешт. 17 лютого 1950 р. УМДБ у Рівненській обл. Обвинувач. за ст. 20-54-1а, 54-11 КК УРСР. Засудж. ОН при МДБ СРСР 8 липня 1950 р. на 10 р. ВТТ. Постановою президії Рівненського облсуду від 14 березня 1990 р. вирок скасовано, справу припинено за відсутністю складу злочину. (ДАРО, 4401). \| \| 33 \| Зубач Анатолій ? \| 1922 р. н., Уч. визв. змаг. 1941-55 pp. Чл. форм. ОУН-УПА. Засуджений московсько-комуністичним режимом до сталінських концтаборів смерті. \| \| 34 \| Ільчук Данило Кирилович \| 1903 р. н., с. Горбаків Гощанського р-ну. Українець, освіта 3 кл., селянин. Прож. с. Дорогобуж Гощанського р-ну. Заарешт. 20 вересня 1948 р. Обвинувач. за ст. 20-54- 1а КК УРСР. Засудж. ОН при МДБ СРСР 30 грудня 1948 р. на 10 р. ВТТ. Постановою президії Рівненського облсуду від 17 січня 1990 р. вирок скасовано, справу припинено за відсутністю складу злочину. (ДАРО, 4090). \| \| 35 \| Калинюк Пилип Артемович \| 1921/22 р. н., с. Горбаків Гощанського р-ну. Українець, освіта 3 кл., робітник Бабинського цукрозаводу. Прож. с. Горбаків Гощанського р-ну. Уч. визв. змаг. 1941-55 pp. Чл. форм. ОУН-УПА. Заарешт. 24 березня 1944 р. Обвинувач. за ст. 54-1а, 54-11 КК УРСР, ч. 2 Указу ПВР СРСР від 19 квітня 1943 р. Засудж. ВТ військ НКВС Рівненської обл. 20 вересня 1944 р. на 20 р. каторжних робіт і 5 р. позбавлення прав. Ухвалою ВТ ПрикВО від 31 серпня 1956 р. вирок скасовано, справу припинено за відсутністю складу злочину. Звільн. 26 червня 1956 р. за рішенням комісії ПВР СРСР. (СБУ, 2829). \| \| 36 \| Кеба Іван Михайлович \| 1909 р. н., селянин. Прож. с. Горбаків. Заарешт. 27 грудня 1937 р. Обвинувач. як агент польської розвідки. Засуджений до страти в 1939 році[21]. \| \| 37 \| Ковальчук Петро Якович \| ? р. н., Уч. визв. змаг. 1941-55 pp. Чл. форм. ОУН-УПА. Засуджений московсько-комуністичним режимом до сталінських концтаборів смерті. \| \| 38 \| Кожан Петро Нестерович \| 1923 р. н., Уч. визв. змаг. 1941-55 pp. Чл. форм. ОУН-УПА. Уч. II світової війни у складі совєтської армії. Не репресований. \| \| 39 \| Козярчук Андрій ? \| 1906 р. н., Уч. визв. змаг. 1941-55 pp. Співпрацював з чл. форм. ОУН-УПА. Засуджений московсько-комуністичним режимом до сталінських концтаборів смерті. \| \| 40 \| Козярчук Федора ? \| 1909 р. н., Уч. визв. змаг. 1941-55 pp. Співпрацювала з чл. форм. ОУН-УПА. Засуджена московсько-комуністичним режимом до сталінських концтаборів смерті. \| \| 41 \| Козярчук Кирило Купріянович \| 1891 р. н., с. Горбаків Гощанського р-ну. Українець, освіта 3 кл., без певних занять і місця проживання. Заарешт. 21 жовтня 1958 р. Обвинувач. за ст. 7 ч.1 Закону «Про кримінальну відповідальність за державні злочини». Засудж. Рівненським облсудом 22 травня 1959 р. на 7 р. ВТК. Помер 14 квітня 1962 р. у місцях позбавлення волі. Реабіл. висновком прокуратури Рівненської обл. від 19 грудня 1991 р. (СБУ, 6137, т.1-2). \| \| 42 \| Козярчук Федір Іванович \| 1924 р. н., с. Горбаків Гощанського р-ну. Українець, вояк УПА, перебував на нелегальному становищі. Заарешт. 30 березня 1945 р. Обвинувач. за ст. 54-1б, 54-11 КК УРСР. Засудж. ВТ Українського танкового військового табору 29 червня 1945 р. на 10 р. ВТТ і 5 р. позбавлення прав з конфіскацією майна. Звільн. 8 жовтня 1953 р. Реабіл. висновком військової прокуратури Західного регіону України від 10 липня 1995 р. (СБУ, 15733). \| \| 43 \| Кравчук Марія Пилипівна \| 1912/13 р. н., с. Горбаків Гощанського р-ну. Українка, неписьменна, селянка. Прож. с. Горбаків Гощанського р-ну. Уч. визв. змаг. 1941-55 pp. Співпрацювала з чл. форм. ОУН-УПА. Заарешт. 2 грудня 1949 р. Обвинувач. за ст. 20-54- 1а, 54-11 КК УРСР. Засудж. ОН при МДБ СРСР 22 березня 1950 р. на 5 р. ВТТ. Звільн. 8 липня 1954 р. Реабіл. Вис- новком прокуратури Рівненської обл. від 19 травня 1993 р. (ДАРО, 5485). \| \| 44 \| Кравчук Олексій ? \| 1918 р. н., Уч. визв. змаг. 1941-55 pp. Чл. форм. ОУН-УПА. Загинув при загадкових обставинах. \| \| 45 \| Кравчук Павло Петрович \| 1920 р. н., Уч. визв. змаг. 1941-55 pp. Чл. форм. ОУН-УПА, сотня «Чорноти». Загинув у боротьбі з московськими окупантами, розстріляний у Рівненській тюрмі. \| \| 46 \| Кравчук Федір ? \| 1904 р. н., Уч. визв. змаг. 1941-55 pp. Співпрацював з чл. форм. ОУН-УПА. Засуджений московсько-комуністичним режимом до сталінських концтаборів смерті. \| \| 47 \| Кравчук Федір Пилипович \| 1912 р. н., с. Горбаків Гощанського р-ну. Українець, освіта 2 кл., слюсар Бабино-Томахівського цукрозаводу. Прож. с. Горбаків Гощанського р-ну. Заарешт. 2 грудня 1949 р. Обвинувач. за ст. 20-54-1а, 54-11 КК УРСР. Засудж. ОН при МДБ СРСР 22 березня 1950 р. на 10 р. ВТТ. Реабіл. висновком прокуратури Рівненської обл. від 19 травня 1993 р. (ДАРО, 5485). \| \| 48 \| Лежняк Тарас ? \| 1925 р. н., Уч. визв. змаг. 1941-55 pp. Чл. форм. ОУН-УПА. Загинув при загадкових обставинах. \| \| 49 \| Матвійчук Марко ? \| Уч. визв. змаг. 1918-21 pp. у складі Армії УНР на чолі з С. Петлюрою. Не репресований. \| \| 50 \| Мельничук Ганна Филимонівна \| 1930 р. н., Уч. визв. змаг. 1941-55 pp. Чл. форм. ОУН-УПА. Загинула при загадкових обставинах. \| \| 51 \| Мельничук Сергій Терентійович \| 1920 р. н., Уч. визв. змаг. 1941-55 pp. Чл. форм. ОУН-УПА. Загинув у боротьбі з московськими окупантами, розстріляний у Рівненській тюрмі. \| \| 52 \| Мельничук Павло Євменович \| 1916 р. н., с. Горбаків Гощанського р-ну. Українець, малописьменний, селянин. Прож. с. Чудниця Гощанського р-ну. Заарешт. 6 березня 1946 р. Обвинувач. за ст. 54-1а, 54-11 КК УРСР. Засудж. ВТ військ МВС Рівненської обл. 24 травня 1946 р. на 10 р. ВТТ і 5 р. позбавлення прав з конфіскацією майна. Помер 18 січня 1948 р. у ВТТ. Реабіл. висновком прокуратури Рівненської обл. від 31 грудня 1991 р. (СБУ, 7071). \| \| 53 \| Пасічник Костянтин Павлович \| 1918 р.н., Уч. визв. змаг. 1941-55 pp. Чл. форм. ОУН-УПА. Загинув у боротьбі з московськими окупантами у с. Горбаків Гощанського р-ну на Рівненщині, застрелився. \| \| 54 \| Пастушок Микита ? \| 1920 р. н., Уч. визв. змаг. 1941-55 pp. Чл. форм. ОУН-УПА. Засуджений московсько-комуністичним режимом до сталінських концтаборів смерті. \| \| 55 \| Повар Григорій Маркович \| 1920/21 р. н., с. Горбаків Гощанського р-ну. Українець, освіта 7 кл., агент Гощанського відділення міністерства заготівель. Прож. с. Горбаків Гощанського р-ну. Уч. визв. змаг. 1941-55 pp. Чл. форм. ОУН-УПА. Заарешт. 10 грудня 1949 р. Обвинувач. за ст. 54-1а, 54-11 КК УРСР. Засудж. ОН при МДБ СРСР 22 квітня 1950 р. на 10 р. ВТТ. Відбував покарання —— Іркутська область, уранові рудники. Реабіл. висновком прокуратури Рівненської обл. від 4 травня 1993 р. (ДАРО, 5420). \| \| 56 \| Повар Марко Григорович \| 1892/1902 р. н., с. Горбаків Гощанського р-ну. Українець, освіта 4 кл., селянин. Прож. с. Горбаків Гощанського р-ну. Уч. визв. змаг. 1941-55 pp. Чл. форм. ОУН-УПА. Шив одяг повстанцям. Заарешт. 10 грудня 1949 р. Обвинувач. за ст. 54-1а, 54-11 КК УРСР. Засудж. ОН при МДБ СРСР 22 квітня 1950 р. на 10 р. ВТТ. Відбував покарання — Іркутська область, уранові рудники. Реабіл. висновком прокуратури Рівненської обл. від 4 травня 1993 р. (ДАРО, 5420). \| \| 57 \| Повар Пилип Пилипович \| 1915 р. н., Уч. визв. змаг. 1941-55 pp. Чл. форм. ОУН-УПА. Засуджений московсько-комуністичним режимом до сталінських концтаборів смерті. \| \| 58 \| Повар-Терещук Федір Вікторович \| 12 серпня 1913 р. н., с. Горбаків Гощанського р-ну. Українець, закінчив Рівненську українську гімназію, сільськогосподарський відділ Львівського політехнічного інституту, агроном підсобного господарства Здолбунівського цегельного заводу. Прож. м. Здолбунів, вул. Папаніна, 13. Уч. визв. змаг. 1922-39 pp. Націоналістичний діяч під час польської окупації, чл. ОУН. Заарешт. 4 вересня 1944 р. Обвинувач. за ст. 54-1а, 54-11 КК УРСР. Постановою УНКДБ у Рівненській обл. від 1 жовтня 1944 р. справу припинено, з-під варти звільнено. (ДАРО, 2033). \| \| 59 \| Поліщук-Сульжук Аврам Дем'янович \| 28 жовтня 1906 р. н., с. Горбаків Гощанського р-ну. Українець, селянин, підрядчик з будівництва шосейних доріг. Заарешт. 5 листопада 1937 р. Обвинувач. за ст. 54-6 КК УРСР. Засудж. ОН при НКВД СРСР 21 червня 1939 р. на 8 р. ВТТ. Загинув в таборах ГУЛАГу 28 січня 1942 р., похований на кладовищі прііска Большевік, Сусуманського району, Магаданської області Росії. Реабіл. військовим прокурором Київського військового округу 22 листопада 1989 року[21]. \| \| 60 \| Поліщук Карпо Михайлович \| 1884/90 р. н., с. Горбаків Гощанського р-ну. Українець, неписьменний, селянин. Прож. с. Горбаків Гощанського р-ну. Уч. визв. змаг. 1941-55 pp. Співпрацював з чл. форм. ОУН-УПА. Заарешт. 14 січня 1950 р. Обвинувач. за ст. 20-54-1а, 54-11 КК УРСР. Засудж. ОН при МДБ СРСР 22 квітня 1950 р. на 10 р. ВТТ. Реабіл. висновком прокуратури Рівненської обл. від 31 травня 1993 р. (ДАРО, 5493). \| \| 61 \| Помяловська Параскева Кирилівна \| 1921/22 р. н., с. Горбаків Гощанського р-ну. Українка, селянка. Прож. с. Горбаків Гощанського р-ну. Уч. визв. змаг. 1941-55 pp. Чл. форм. ОУН-УПА. Заарешт. 12 січня 1950 р. Обвинувач. за ст. 20-54-1а, 54-11 КК УРСР. Засудж. ОН при МДБ СРСР 31 травня 1950 р. на 5 р. ВТТ. Постановою президії Рівненського облсуду від 11 квітня 1990 р. вирок скасовано, справу припинено за відсутністю складу злочину. (ДАРО, 4311). \| \| 62 \| Сергійчук Каленик Кирилович \| 1912/16 р. н., с. Горбаків Гощанського р-ну. Українець, освіта 4 кл., селянин. Прож. с. Горбаків Гощанського р-ну. Уч. визв. змаг. 1941-55 pp. Чл. форм. ОУН-УПА. Заарешт. 26 червня 1944 р. Обвинувач. за ст. 54-1а, 54-11 КК УРСР. Засудж. ВТ військ НКВС Рівненської обл. 12 вересня 1944 р. до ВМП — розстрілу з конфіскацією майна. Ухвалою ВК ВС СРСР від 25 жовтня 1944 р. ВМП замінено на 20 р. каторжних робіт і 5 р. позбавлення прав. Ухвалою ВК ВС СРСР від 10 серпня 1956 р. вирок скасовано, справу припинено за відсутністю складу злочину. Звільн. 27 серпня 1956 р. (СБУ, 1525). \| \| 63 \| Сергійчук Мокрина ? \| 1919 р. н., Уч. визв. змаг. 1941-55 pp. Чл. форм. ОУН-УПА. Засуджена московсько-комуністичним режимом до сталінських концтаборів смерті. \| \| 64 \| Сергійчук Павло Ісакович \| 1923 р. н., Уч. визв. змаг. 1941-55 pp. Чл. форм. ОУН-УПА. Засуджений московсько-комуністичним режимом до сталінських концтаборів смерті. \| \| 65 \| Сергійчук Текля Созонівна \| 1910 р. н., Уч. визв. змаг. 1941-55 pp. Співпрацювала з чл. форм. ОУН-УПА. Загинула у боротьбі з московськими окупантами у селі 18 лютого 1949 р. \| \| 66 \| Сергійчук Ганна Іванівна \| 1931 р. н., с. Горбаків Гощанського р-ну. Українка, освіта 1 кл., селянка. Прож. с. Горбаків Гощанського р-ну. Заарешт. 23 лютого 1949 р. Обвинувач. за ст. 20-54-1а КК УРСР. Засудж. ВТ військ МВС Рівненської обл. 5 квітня 1949 р. на 25 р. ВТТ і 5 р. позбавлення прав з конфіскацією майна. Ухвалою ВТ ПУВО від 5 березня 1955 р. термін покарання знижено до 6 р. ВТТ і 2 р. позбавлення прав. Звільн. 16 квітня 1955 р. Реабіл. висновком прокуратури Рівненської обл. від 30 липня 1992 р. (СБУ, 12200). \| \| 67 \| Сергійчук Микола Іванович \| 1932 р. н., с. Горбаків Гощанського р-ну. Українець, освіта 4 кл., селянин. Прож. с. Горбаків Гощанського р-ну. Заарешт. 23 лютого 1949 р. Обвинувач. за ст. 54-12 КК УРСР. Засудж. ВТ військ МВС Рівненської обл. 5 квітня 1949 р. на 10 р. ВТТ. Звільн. 17 серпня 1954 р. Реабіл. висновком прокуратури Рівненської обл. від 30 липня 1992 р. (СБУ, 12200). \| \| 68 \| Симончук Іван ? \| ? р. н. Уч. визв. змаг. 1918-21 pp. у складі Армії УНР на чолі з С. Петлюрою. Не репресований. \| \| 69 \| Столярчук Олексій Зіновійович \| 1923 р. н., Уч. визв. змаг. 1941-55 pp. Чл. форм. ОУН-УПА. Уч. II світової війни у складі совєтської армії. Не репресований. \| \| 70 \| Сульжук Андрон Степанович \| 1919/20 р. н., с. Горбаків Гощанського р-ну. Українець, освіта 4 кл., колгоспник к-пу ім. Жданова. Прож. с. Горбаків Гощанського р-ну. Уч. визв. змаг. 1941-55 pp. Уч. II світової війни у складі совєтської армії. Чл. форм. ОУН-УПА. Заарешт. 28 січня 1950 р. Обвинувач. за ст. 20-54-1а, 54-11 КК УРСР. Засудж. ОН при МДБ СРСР 7 червня 1950 р. на 5 р. ВТТ. Звільн. 8 червня 1953 р. Постановою президії Рівненського облсуду від 28 березня 1990 р. вирок скасовано, справу припинено за відсутністю складу злочину. (ДАРО, 4561). \| \| 71 \| Сульжук Іван Степанович \| 1913/14 р. н., с. Горбаків Гощанського р-ну. Українець, освіта 4 кл., швець, перший голова колгоспу ім. Жданова. Прож. с. Горбаків Гощанського р-ну. Уч. визв. змаг. 1941-55 pp. Уч. II світової війни у складі совєтської армії. Чл. форм. ОУН-УПА. Заарешт. 28 січня 1950 р. Обвинувач. за ст. 20-54-1а, 54-11 КК УРСР. Засудж. ОН при МДБ СРСР 7 червня 1950 р. на 5 р. ВТТ. Звільн. 23 квітня 1953 р. Постановою президії Рівненського облсуду від 28 березня 1990 р. вирок скасовано, справу припинено за відсутністю складу злочину[35][22]. \| \| 72 \| Сульжук Олександр Яремович \| 1919 р. н., Уч. визв. змаг. 1941-55 pp. Чл. форм. ОУН-УПА. Засуджений московсько-комуністичним режимом до сталінських концтаборів смерті. \| \| 73 \| Сульжук Олександр Устимович \| 1922 р. н., с. Горбаків Гощанського р-ну. Українець, освіта 4 кл., селянин. Прож. с. Горбаків Гощанського р-ну. Заарешт. 9 грудня 1949 р. Обвинувач. за ст. 54-1а, 54-11 КК УРСР. Засудж. ОН при МДБ СРСР 19 липня 1950 р. на 10 р. ВТТ. Звільн. 16 грудня 1954 р. Реабіл. висновком прокуратури Рівненської обл. від 29 травня 1993 р. (ДАРО, 5458). \| \| 74 \| Сульжук Степан Юхимович \| 1890/95 р. н., с. Горбаків Гощанського р-ну. Українець, освіта 2 кл., колгоспник к-пу ім. Жданова. Прож. с. Горбаків Гощанського р-ну. Уч. визв. змаг. 1941-55 pp. Співпрацював з чл. форм. ОУН-УПА. Заарешт. 28 січня 1950 р. Обвинувач. за ст. 20-54-1а, 54-11 КК УРСР. Засудж. ОН при МДБ СРСР 7 червня 1950 р. на 10 р. ВТТ. Звільн. 12 липня 1956 р. Реабіл. висновком прокуратури Рівненської обл. від 28 грудня 1991 р. (ДАРО, 4561). \| \| 75 \| Сульжук Улян Захарович \| 1892 р. н., с. Горбаків Рівненського п-ту. Українець, освіта початкова, селянин. Прож. с. Горбаків Рівненського п-ту. Заарешт. 22 червня 1933 р. Обвинувач. за ст. 54-6 КК УРСР. Засудж. ОН при Колегії ДПУ УРСР 22 серпня 1933 р. на 3 р. заслання в Казахстан. Реабіл. висновком прокуратури Рівненської обл. від 11 жовтня 1996 р. (СБУ, 2429). \| \| 76 \| Сульжук Уляна Іванівна \| 1925 р. н., с. Горбаків Гощанського р-ну. Українка, освіта 2 кл., домогосподарка. Прож. с. Горбаків Гощанського р-ну. Уч. визв. змаг. 1941-55 pp. Чл. форм. ОУН-УПА. Заарешт. 27 грудня 1949 р. Обвинувач. за ст. 20-54-1а, 54-11 КК УССР. Засудж. ОН при МДБ СРСР 20 травня 1950 р. на 10 р. ВТТ. Звільн. 29 листопада 1954 р. Реабіл. висновком прокуратури Рівненської обл. від 30 листопада 1989 р. (ДАРО, 4955). \| \| 77 \| Тарасюк Трохим Павлович \| 1896 р. н., Уч. визв. змаг. 1941-55 pp. Співпрацював з чл. форм. ОУН-УПА. Загинув при загадкових обставинах. \| \| 78 \| Ткачук Клим ? \| ? р. н. Уч. визв. змаг. 1918-21 pp. у складі Армії УНР на чолі з С. Петлюрою. Не репресований. \| \| 79 \| Тьопан Дарія Кирилівна \| 1915(18) р. н., с. Шкарів Гощанського р-ну. Українка, малописьменна, селянка. Проживала с. Горбаків Гощанського р-ну. Заарештована 27 грудня 1949 р. Обвинувач. за ст. 20-54-1а, 54-11 КК УРСР. Засуджена ОН при МДБ СРСР 6 травня 1950 р. на 10 р. ВТТ. Постановою ЦК з перегляду справ від 11 жовтня 1954 р. термін по карання знижено до 5 р. ВТТ. Постановою президії Рівненського облсуду від 31 січня 1990 р. вирок скасовано, справу припинено за відсутністю складу злочину. (ДАРО, 4389). \| \| 80 \| Тьопан Филимон Сидорович \| 1912(14) р. н., с. Горбаків Гощанського р-ну. Українець, освіта 2 кл., селянин. Проживав с. Горбаків Гощанського р-ну. Заарештований 10 грудня 1949 р. Обвинувач. за ст. 20-54-1а, 54-11 КК УРСР. Засуджений ОН при МДБ СРСР 6 травня 1950 р. на 10 р. ВТТ. Постановою ЦК з перегляду справ від 11 жовтня 1954 р. термін покарання знижено до 5 р. ВТТ. Постановою президії Рівненського облсуду від 31 січня 1990 р. вирок скасовано, справу припинено за відсутністю складу злочину. (ДАРО, 4389). \| \| 81 \| Тьопан Никифор Сидорович \| 1906 р. н., с. Горбаків Гощанського р-ну. Українець, малописьменний, селянин. Проживав с. Горбаків Гощанського р-ну. Заарештований 10 грудня 1949 р. Обвинувач. за ст. 54-12 КК УРСР. Засуджений ОН при МДБ СРСР 6 травня 1950 р. на 5 р. ВТТ. Постановою президії Рівненського облсуду від 31 січня 1990 р. вирок скасовано, справу припинено за відсутністю складу злочину. (ДАРО, 4389) \| \| 82 \| Українець Олександр Іванович \| 1926 р. н., Уч. визв. змаг. 1941-55 pp. Чл. форм. ОУН-УПА. Загинув у боротьбі з московськими окупантами. \| \| 83 \| Українець Сидір ? \| 1921 р. н., Уч. визв. змаг. 1941-55 pp. Чл. форм. ОУН-УПА. Загинув у боротьбі з німецько-фашистськими окупантами. \| \| 84 \| Хомич Павло Терентійович \| ? р. н., Уч. визв. змаг. 1941-55 pp. Чл. форм. ОУН-УПА. Загинув у боротьбі з московськими окупантами. \| \| 85 \| Хомич Сергій Терентійович \| 1920 р. н., Уч. визв. змаг. 1941-55 pp. Чл. форм. ОУН-УПА. Загинув у боротьбі з московськими окупантами, розстріляний у Рівненській тюрмі. \| \| 86 \| Цехмістер Іван Харитонович \| 1911 р. н., с. Горбаків Гощанського р-ну. Українець, освіта 4 кл., колгоспник. Проживав с. Горбаків Гощанського р-ну. Заарештований 12 січня 1950 р. Обвинувач. за ст. 20-54-1а, 54-11 КК УРСР. Засуджений ОН при МДБ СРСР 27 травня СРСР 22 липня 1944 р. на 10 р. ВТТ. Удруге заарештований 10 січня 1956 р. у Воркутлагу. Засуджений Постійною сесією ВС Комі АРСР 4 лютого 1956 р. до ВМП — розстрілу. Вирок виконано до 14 вересня 1956 р. Реабілітований висновком прокуратури Рівненської обл. від 22 грудня 1993 р. (ДАРО, 5730). \| \| 87 \| Яремчук Катерина Адамівна \| 1923 р. н., с. Горбаків Гощанського р-ну. Українка, неписьменна, колгоспниця к-пу ім. Жданова. Проживала с. Горбаків Гощанського р-ну. Заарештована 25 січня 1950 р. Обвинувач. за ст. 54-1а, 54-11 КК УРСР. Засуджена ОН при МДБ СРСР 9 вересня 1950 р. на 10 р. ВТТ. Звільнена 21 травня 1956 р. Реабілітована висновком прокуратури Рівненської обл. від 30 липня 1992 р. (ДАРО, 5092). \| \| 88 \| Яремчук Гордій Макарович \| 1891 р. н., с. Горбаків Гощанського р-ну. Українець, освіта 4 кл., колгоспник. Проживав с. Горбаків Гощанського р-ну. Заарештований 28 січня 1950 р. Обвинувачений за ст. 20-54-1а, 54-11 КК УРСР. Засуджений ОН при МДБ СРСР 5 серпня 1950 р. на 10 р. ВТТ. Реабілітований висновком прокуратури Рівненської обл. від 25 травня 1993 р. (ДАРО, 5552). \| \| 89 \| Яремчук Надія Гордіївна \| 1928 р. н., с. Горбаків Гощанського р-ну. Українка, освіта 4 кл., селянка. Проживала с. Горбаків Гощанського р-ну. Заарештована 28 січня 1950 р. Обвинувач. за ст. 54-12 КК УРСР. Засуджена ОН при МДБ СРСР 5 серпня 1950 р. на 5 р. ВТТ. Звільнена 14 квітня 1953 р. Реабілітована висновком прокуратури Рівненської обл. від 25 травня 1993 р. (ДАРО, 5552). \| \| 90 \| Яковлєв Владімір Івановіч \| 1880 р. н., м. Москва (Росія). Росіянин, закінчив Київський юридичний інститут, юрист. Проживав с. Горбаків Рівненського п-ту. Заарештований 22 вересня 1939 р. Обвинувачений за ст. 54-13 КК УРСР. Постановою УНКВС у Рівненській обл. від 27 лютого 1940 р. справу припинено. (ДАРО, 2888). \| Примітка: можливо деякі Герої у списку повторюються (з метою конспірації брали інші прізвища чи по батькові, змінювали рік народження, або неточності в документах) як от Базелик Улян/Уліян, Мельничук/Хомич Сергій Терентійович, Пасічник Костянтин Павлович/Федорович, Гуменюк Оксана/Оксенія, Кравчук Федір. |                                      | |
| № | Прізвище, ім'я, по батькові          | Біографічні довідки |
| 1 | Антонішин Іван Миронович             | ? р. н., Уч. визв. змаг. 1941-55 pp. Чл. форм. ОУН-УПА. Засуджений московсько-комуністичним режимом до сталінських концтаборів смерті. |
| 2 | Артюшкевич Аврам Гордійович          | 1910 р. н., Уч. визв. змаг. 1941-55 pp. Чл. форм. ОУН-УПА. Уч. II світової війни у складі совєтської армії і там загинув. |
| 3 | Артюшкевич Надія Гордіївна           | 1930 р. н., Уч. визв. змаг. 1941-55 pp. Чл. форм. ОУН-УПА. Засуджена московсько-комуністичним режимом до сталінських концтаборів смерті. |
| 4 | Базелик Уліян Уліянович              | 1922 р. н., Уч. визв. змаг. 1941-55 pp. Чл. форм. ОУН-УПА. Засуджений московсько-комуністичним режимом до сталінських концтаборів смерті. |
| 5 | Базелік Улян Пархомович              | 1921 р. н., с. Горбаків Гощанського р-ну. Українець, робітник Бабинського цукрозаводу. Прож. с. Горбаків Гощанського р-ну. Заарешт. 18 березня 1945 р. Обвинувач. за ст. 54-1а, 54-11 КК УРСР. Засудж. ВТ військ НКВС Рівненської обл. 21 червня 1944 р. на 20 р. ВТТ і 5 р. позбавлення прав з конфіскацією майна. Ухвалою ВТ ПрикВО від 9 червня 1956 р. термін покарання знижено до 10 р. ВТТ і 3 р. позбавлення прав. Звільн. 29 червня 1955 р. Реабіл. висновком прокуратури Рівненської обл. від 7 серпня 1992 р. (СБУ, 9813).                                                                |
| 6 | Бендерська Надія Степанівна          | 1912 р. н., с. Стадники Острозького р-ну. Українка, освіта 2 кл., селянка. Прож. с. Горбаків Гощанського р-ну. Заарешт. 1 березня 1945 р. Обвинувач. за ст. 54-1а, 54-11 КК УРСР. Постановою ТВ НКВС Вінницької залізниці від 23 червня 1945 р. справу припинено, з-під варти звільнено. (ДАРО, 3471). |
| 7 | Бережняк Андрій Арсенович            | 1929 р. н., Уч. визв. змаг. 1941-55 pp. Чл. форм. ОУН-УПА. Загинув при загадкових обставинах. |
| 8 | Бережняк Андрій Миронович            | 1911 р. н., с. Горбаків Гощанського р-ну. Українець, малописьменний, селянин. Прож. с. Горбаків Гощанського р-ну. Уч. визв. змаг. 1941-55 pp. Уч. II світовой війни у складі совєтської армії. Співпрацював з чл. форм. ОУН-УПА. Заарешт. 17 грудня 1949 р. Гощанським РВ МДБ. Обвинувач. за ст. 20-54-1а, 54-11 КК УРСР. Засудж. ОН при МДБ СРСР 31 травня 1950 р. на 10 р. заслання. Звільн. 3 жовтня 1958 р. Реабіл. постановою президії Рівненського облсуду від 14 березня 1990 р. (ДАРО, 4710).                                                                                               |
| 9 | Бережняк Клим Федосійович            | 1900 р. н., с. Горбаків Гощанського р-ну. Українець, освіта 4 кл., селянин. Прож. с. Горбаків Гощанського р-ну. Заарешт. 29 березня 1940 р. Обвинувач. за ст. 54-13 КК УРСР. Засудж. ОН при НКВС СРСР 25 жовтня 1940 р. на 8 р. ВТТ. Реабіл. висновком прокуратури Рівненської обл. від 25 травня 1989 р. (ДАРО, 192). |
| 10 | Бережняк Ксенія Тихонівна            | 1922 р. н., с. Горбаків Гощанського р-ну. Українка, освіта 2 кл., селянка. Прож. с. Горбаків Гощанського р-ну. Уч. визв. змаг. 1941-55 pp. Чл. форм. ОУН-УПА. Заарешт. 12 січня 1950 р. Обвинувач. за ст. 20-54-1а, 54-11 КК УРСР. Засудж. ОН при МДБ СРСР 22 квітня 1950 р. на 10 р. ВТТ. Реабіл. постановою президії Рівненського облсуду від 7 грудня 1989 р. (ДАРО, 4121). |
| 11 | Бережняк Никифор Феодосійович        | 1905 р. н., с. Горбаків Гощанського р-ну. Українець, освіта початкова, механік ДЕУ № 869 УНКВС у Рівненській обл. Прож. с. Горбаків Гощанського р-ну. Заарешт. 17 жовтня 1945 р. Обвинувач. за ст. 54-1а КК УРСР. Постановою УНКВС у Рівненській обл. від 26 грудня 1945 р. справу припинено, направлено на роботу в Печерський вугільний басейн на 6 р. на підставі директиви НКВС і НКДБ СРСР від 29 жовтня 1945 р. (СБУ, 2395). |
| 12 | Бережняк Сидор Федорович             | 1917/19 р. н., с. Горбаків Гощанського р-ну. Українець, освіта 3 кл., швець артілі інвалідів «Рекорд». Прож. с. Горбаків Гощанського р-ну. Уч. визв. змаг. 1941-55 pp. Чл. форм. ОУН-УПА. Заарешт. 12 січня 1950 р. Обвинувач. за ст. 20-54-1а КК УРСР. Засудж. ОН при МДБ СРСР 22 квітня 1950 р. на 10 р. ВТТ. Степлаг. Реабіл. постановою президії Рівненського облсуду від 7 грудня 1989 р. (ДАРО, 4121). |
| 13 | Бережняк Федір Андрійович            | 1930 р. н., с. Горбаків Гощанського р-ну. Українець, освіта 4 кл., селянин. Прож. с. Горбаків Гощанського р-ну. Уч. визв. змаг. 1941-55 pp. Чл. форм. ОУН-УПА. Заарешт. 17 грудня 1949 р. Гощанським РВ МДБ. Обвинувач. за ст. 54-1а, 54-11 КК УРСР. Засудж. ОН при МДБ СРСР 31 травня 1950 р. на 10 р. ВТТ. Степлаг. Звільн. 18 травня 1956 р. Реабіл. постановою президії Рівненського облсуду від 14 березня 1990 р. (ДАРО, 4710). |
| 14 | Бережняк Федір Романович             | 1918 р. н., с. Горбаків Гощанського р-ну. Українець, селянин. Прож. с. Горбаків Гощанського р-ну. Заарешт. 20 квітня 1944 р. Обвинувач. за ст. 2 Указу ПВР СРСР від 19 квітня 1943 р. Засудж. ВТ військ НКВС Рівненської обл. 9 травня 1944 р. на 20 р. каторжних робіт і 5 р. позбавлення прав з конфіскацією майна. Звільн. 15 грудня 1956 р. Реабіл. висновком прокуратури Рівненської обл. від 12 грудня 1992 р. (СБУ, 10530). |
| 15 | Бережняк Федора Максимівна           | 1911 р. н., с. Горбаків Гощанського р-ну. Українка, неписьменна, селянка. Прож. с. Горбаків Гощанського р-ну. Уч. визв. змаг. 1941-55 pp. Співпрацювала з чл. форм. ОУН-УПА. Заарешт. 17 грудня 1949 р. Гощанським РВ МДБ. Обвинувач. за ст. 20-54-1а, 54-11 КК УРСР. Засудж. ОН при МДБ СРСР 31 травня 1950 р. на 10 р. заслання. Звільн. у жовтні 1958 р. Реабіл. постановою президії Рівненського облсуду від 14 березня 1990 р. (ДАРО, 4710). |
| 16 | Войтюк Афанасій Трохимович           | 1912 р. н., с. Подоляни Гощанського р-ну. Українець, освіта 3 кл., робітник Бабинського цукрозаводу. Прож. с. Горбаків Гощанського р-ну. Уч. визв. змаг. 1941-55 pp. Співпрацював з чл. форм. ОУН-УПА. Заарешт. 3 грудня 1949 р. Гощанським РВ МДБ. Обвинувач. за ст. 54-1а, 54-11 КК УРСР. Засудж. ОН при МДБ СРСР 22 квітня 1950 р. на 10 р. ВТТ. Реабіл. висновком прокуратури Рівненської обл. від 9 березня 1992 р. (ДАРО, 4873). |
| 17 | Войтюк Марія Єрмолаївна              | 1918/19 р. н., с. Горбаків Гощанського р-ну. Українка, освіта 3 кл., селянка. Прож. с. Горбаків Гощанського р-ну. Уч. визв. змаг. 1941-55 pp. Співпрацювала з чл. форм. ОУН-УПА. Заарешт. 3 грудня 1949 р. Гощанським РВ МДБ. Обвинувач. за ст. 54-1а КК УРСР. Засудж. ОН при МДБ СРСР 22 квітня 1950 р. на 10 р. ВТТ. Реабіл. висновком прокуратури Рівненської обл. від 9 березня 1992 р. (ДАРО, 4873). |
| 18 | Галан Ганна Марківна                 | 1896/1903 р. н., с. Горбаків Гощанського р-ну. Українка, неписьменна, селянка. Прож. с. Горбаків Гощанського р-ну. Уч. визв. змаг. 1941-55 pp. Співпрацювала з чл. форм. ОУН-УПА. Заарешт. 12 січня 1950 р. Обвинувач. за ст. 54-12 КК УРСР. Засудж. ОН при МДБ СРСР 20 травня 1950 р. на 5 р. ВТТ. Реабіл. висновком прокуратури Рівненської обл. від 28 лютого 1990 р. (ДАРО, 3731). |
| 19 | Галан Трохим Карпович                | 1892/1900 р. н., с. Горбаків Гощанського р-ну. Українець, неписьменний, селянин. Прож. с. Горбаків Гощанського р-ну. Уч. визв. змаг. 1941-55 pp. Співпрацював з чл. форм. ОУН-УПА. Заарешт. 13 січня 1950 р. Обвинувач. за ст. 54-12 КК УРСР. Засудж. ОН при МДБ СРСР 20 травня 1950 р. на 5 р. ВТТ. Реабіл. висновком прокуратури Рівненської обл. від 20 жовтня 1989 р. (ДАРО, 3731). |
| 20 | Галан Василь ?                       | 1912 р. н., Уч. визв. змаг. 1941-55 pp. Співпрацював з чл. форм. ОУН-УПА. Засуджений московсько-комуністичним режимом до сталінських концтаборів смерті. |
| 21 | Галан Єфросинія ?                    | 1910 р. н., Чл. форм. ОУН-УПА, зв'язкова. Загинула при загадкових обставинах. |
| 22 | Галан Катерина Адамівна              | 1918 р. н., Уч. визв. змаг. 1941-55 pp. Чл. форм. ОУН-УПА, зв'язкова. Засуджена московсько-комуністичним режимом до сталінських концтаборів смерті. |
| 23 | Гальчук Адам ?                       | Уч. визв. змаг. 1918-21 pp. у складі Армії УНР на чолі з С. Петлюрою. Не репресований. |
| 24 | Гей Василь Сидорович                 | 1920 р. н., Уч. визв. змаг. 1941-55 pp. Загинув у боротьбі з московськими окупантами, розстріляний у Рівненській тюрмі. |
| 25 | Герасимчук ?                         | ? р. н., Уч. визв. змаг. 1941-55 pp. Чл. форм. ОУН-УПА. Засуджений московсько-комуністичним режимом до сталінських концтаборів смерті. |
| 26 | Господар-Наконечна Федора Григорівна | 1906 р. н., с. Федорівка Гощанського р-ну. Українка, неписьменна, селянка. Прож. с. Горбаків Гощанського р-ну. Уч. визв. змаг. 1941-55 pp. Співпрацювала з чл. форм. ОУН-УПА. Заарешт. 27 грудня 1949 р. Обвинувач. за ст. 20-54-1а, 54-11 КК УРСР. Засудж. ОН при МДБ СРСР 20 травня 1950 р. на 10 р. ВТТ. Звільн. 29 грудня 1954 р. Реабіл. висновком прокуратури Рівненської обл. від 24 квітня 1992 р. (ДАРО, 4955). |
| 27 | Господар-Наконечний Василь Іванович  | 1930 р. н., с. Горбаків Гощанського р-ну. Українець, освіта 3 кл., селянин. Прож. с. Горбаків Гощанського р-ну. Уч. визв. змаг. 1941-55 pp. Чл. форм. ОУН-УПА. Заарешт. 22/27 грудня 1949 р. Обвинувач. за ст. 54-11 КК УРСР. Засудж. ОН при МДБ СРСР 20 травня 1950 р. на 10 р. ВТТ. Відбував покарання — Абанський ліспромхоз. Звільн. 29 грудня 1954 р. Реабіл. висновком прокуратури Рівненської обл. від 24 квітня 1992 р. (ДАРО, 4955; АЦДВР-Ф11-Т14). Проживав в м.Червоноград. |
| 28 | Господар Костянтин Артемович         | 1920 р. н., Уч. визв. змаг. 1941-55 pp. Чл. форм. ОУН-УПА. Загинув у боротьбі з московськими окупантами, розстріляний у Рівенській тюрмі. |
| 29 | Гуменюк Оксана Федорівна             | 1915 р. н., с. Горбаків Гощанського р-ну. Українка, освіта 2 кл., селянка. Прож. с. Горбаків Гощанського р-ну. Заарешт. 17 грудня 1949 р. Гощанським РВ МДБ. Обвинувач. за ст. 54-1а, 54-11 КК УРСР. Засудж. ОН при МДБ СРСР 14 червня 1950 р. на 10 р. ВТТ. Звільн. 14 лютого 1959 р. Реабіл. висновком прокуратури Рівненської обл. від 24 травня 1993 р. (ДАРО, 5585). |
| 30 | Гуменюк Оксенія Андріївна            | 1912 р. н., Уч. визв. змаг. 1941-55 pp. Чл. форм. ОУН-УПА. Засуджена московсько-комуністичним режимом до сталінських концтаборів смерті. |
| 31 | Гуменюк Олександр Потапович          | 1925 р. н., Уч. визв. змаг. 1941-55 pp. Чл. форм. ОУН-УПА. Загинув при загадкових обставинах. |
| 32 | Дем'янчук Петро Іванович             | 1919 р. н., с. Горбаків Гощанського р-ну. Українець, освіта 4 кл., дільничний наглядач лінії телефонного зв'язку Рівненського лінійно-технічного вузла зв'язку. Прож. с. Горбаків Гощанського р-ну. Уч. визв. змаг. 1941-55 pp. Чл. форм. ОУН-УПА. Заарешт. 17 лютого 1950 р. УМДБ у Рівненській обл. Обвинувач. за ст. 20-54-1а, 54-11 КК УРСР. Засудж. ОН при МДБ СРСР 8 липня 1950 р. на 10 р. ВТТ. Постановою президії Рівненського облсуду від 14 березня 1990 р. вирок скасовано, справу припинено за відсутністю складу злочину. (ДАРО, 4401).                                               |
| 33 | Зубач Анатолій ?                     | 1922 р. н., Уч. визв. змаг. 1941-55 pp. Чл. форм. ОУН-УПА. Засуджений московсько-комуністичним режимом до сталінських концтаборів смерті. |
| 34 | Ільчук Данило Кирилович              | 1903 р. н., с. Горбаків Гощанського р-ну. Українець, освіта 3 кл., селянин. Прож. с. Дорогобуж Гощанського р-ну. Заарешт. 20 вересня 1948 р. Обвинувач. за ст. 20-54- 1а КК УРСР. Засудж. ОН при МДБ СРСР 30 грудня 1948 р. на 10 р. ВТТ. Постановою президії Рівненського облсуду від 17 січня 1990 р. вирок скасовано, справу припинено за відсутністю складу злочину. (ДАРО, 4090). |
| 35 | Калинюк Пилип Артемович              | 1921/22 р. н., с. Горбаків Гощанського р-ну. Українець, освіта 3 кл., робітник Бабинського цукрозаводу. Прож. с. Горбаків Гощанського р-ну. Уч. визв. змаг. 1941-55 pp. Чл. форм. ОУН-УПА. Заарешт. 24 березня 1944 р. Обвинувач. за ст. 54-1а, 54-11 КК УРСР, ч. 2 Указу ПВР СРСР від 19 квітня 1943 р. Засудж. ВТ військ НКВС Рівненської обл. 20 вересня 1944 р. на 20 р. каторжних робіт і 5 р. позбавлення прав. Ухвалою ВТ ПрикВО від 31 серпня 1956 р. вирок скасовано, справу припинено за відсутністю складу злочину. Звільн. 26 червня 1956 р. за рішенням комісії ПВР СРСР. (СБУ, 2829). |
| 36 | Кеба Іван Михайлович                 | 1909 р. н., селянин. Прож. с. Горбаків. Заарешт. 27 грудня 1937 р. Обвинувач. як агент польської розвідки. Засуджений до страти в 1939 році. |
| 37 | Ковальчук Петро Якович               | ? р. н., Уч. визв. змаг. 1941-55 pp. Чл. форм. ОУН-УПА. Засуджений московсько-комуністичним режимом до сталінських концтаборів смерті. |
| 38 | Кожан Петро Нестерович               | 1923 р. н., Уч. визв. змаг. 1941-55 pp. Чл. форм. ОУН-УПА. Уч. II світової війни у складі совєтської армії. Не репресований. |
| 39 | Козярчук Андрій ?                    | 1906 р. н., Уч. визв. змаг. 1941-55 pp. Співпрацював з чл. форм. ОУН-УПА. Засуджений московсько-комуністичним режимом до сталінських концтаборів смерті. |
| 40 | Козярчук Федора ?                    | 1909 р. н., Уч. визв. змаг. 1941-55 pp. Співпрацювала з чл. форм. ОУН-УПА. Засуджена московсько-комуністичним режимом до сталінських концтаборів смерті. |
| 41 | Козярчук Кирило Купріянович          | 1891 р. н., с. Горбаків Гощанського р-ну. Українець, освіта 3 кл., без певних занять і місця проживання. Заарешт. 21 жовтня 1958 р. Обвинувач. за ст. 7 ч.1 Закону «Про кримінальну відповідальність за державні злочини». Засудж. Рівненським облсудом 22 травня 1959 р. на 7 р. ВТК. Помер 14 квітня 1962 р. у місцях позбавлення волі. Реабіл. висновком прокуратури Рівненської обл. від 19 грудня 1991 р. (СБУ, 6137, т.1-2). |
| 42 | Козярчук Федір Іванович              | 1924 р. н., с. Горбаків Гощанського р-ну. Українець, вояк УПА, перебував на нелегальному становищі. Заарешт. 30 березня 1945 р. Обвинувач. за ст. 54-1б, 54-11 КК УРСР. Засудж. ВТ Українського танкового військового табору 29 червня 1945 р. на 10 р. ВТТ і 5 р. позбавлення прав з конфіскацією майна. Звільн. 8 жовтня 1953 р. Реабіл. висновком військової прокуратури Західного регіону України від 10 липня 1995 р. (СБУ, 15733). |
| 43 | Кравчук Марія Пилипівна              | 1912/13 р. н., с. Горбаків Гощанського р-ну. Українка, неписьменна, селянка. Прож. с. Горбаків Гощанського р-ну. Уч. визв. змаг. 1941-55 pp. Співпрацювала з чл. форм. ОУН-УПА. Заарешт. 2 грудня 1949 р. Обвинувач. за ст. 20-54- 1а, 54-11 КК УРСР. Засудж. ОН при МДБ СРСР 22 березня 1950 р. на 5 р. ВТТ. Звільн. 8 липня 1954 р. Реабіл. Вис- новком прокуратури Рівненської обл. від 19 травня 1993 р. (ДАРО, 5485). |
| 44 | Кравчук Олексій ?                    | 1918 р. н., Уч. визв. змаг. 1941-55 pp. Чл. форм. ОУН-УПА. Загинув при загадкових обставинах. |
| 45 | Кравчук Павло Петрович               | 1920 р. н., Уч. визв. змаг. 1941-55 pp. Чл. форм. ОУН-УПА, сотня «Чорноти». Загинув у боротьбі з московськими окупантами, розстріляний у Рівненській тюрмі. |
| 46 | Кравчук Федір ?                      | 1904 р. н., Уч. визв. змаг. 1941-55 pp. Співпрацював з чл. форм. ОУН-УПА. Засуджений московсько-комуністичним режимом до сталінських концтаборів смерті. |
| 47 | Кравчук Федір Пилипович              | 1912 р. н., с. Горбаків Гощанського р-ну. Українець, освіта 2 кл., слюсар Бабино-Томахівського цукрозаводу. Прож. с. Горбаків Гощанського р-ну. Заарешт. 2 грудня 1949 р. Обвинувач. за ст. 20-54-1а, 54-11 КК УРСР. Засудж. ОН при МДБ СРСР 22 березня 1950 р. на 10 р. ВТТ. Реабіл. висновком прокуратури Рівненської обл. від 19 травня 1993 р. (ДАРО, 5485). |
| 48 | Лежняк Тарас ?                       | 1925 р. н., Уч. визв. змаг. 1941-55 pp. Чл. форм. ОУН-УПА. Загинув при загадкових обставинах. |
| 49 | Матвійчук Марко ?                    | Уч. визв. змаг. 1918-21 pp. у складі Армії УНР на чолі з С. Петлюрою. Не репресований. |
| 50 | Мельничук Ганна Филимонівна          | 1930 р. н., Уч. визв. змаг. 1941-55 pp. Чл. форм. ОУН-УПА. Загинула при загадкових обставинах. |
| 51 | Мельничук Сергій Терентійович        | 1920 р. н., Уч. визв. змаг. 1941-55 pp. Чл. форм. ОУН-УПА. Загинув у боротьбі з московськими окупантами, розстріляний у Рівненській тюрмі. |
| 52 | Мельничук Павло Євменович            | 1916 р. н., с. Горбаків Гощанського р-ну. Українець, малописьменний, селянин. Прож. с. Чудниця Гощанського р-ну. Заарешт. 6 березня 1946 р. Обвинувач. за ст. 54-1а, 54-11 КК УРСР. Засудж. ВТ військ МВС Рівненської обл. 24 травня 1946 р. на 10 р. ВТТ і 5 р. позбавлення прав з конфіскацією майна. Помер 18 січня 1948 р. у ВТТ. Реабіл. висновком прокуратури Рівненської обл. від 31 грудня 1991 р. (СБУ, 7071). |
| 53 | Пасічник Костянтин Павлович          | 1918 р.н., Уч. визв. змаг. 1941-55 pp. Чл. форм. ОУН-УПА. Загинув у боротьбі з московськими окупантами у с. Горбаків Гощанського р-ну на Рівненщині, застрелився. |
| 54 | Пастушок Микита ?                    | 1920 р. н., Уч. визв. змаг. 1941-55 pp. Чл. форм. ОУН-УПА. Засуджений московсько-комуністичним режимом до сталінських концтаборів смерті. |
| 55 | Повар Григорій Маркович              | 1920/21 р. н., с. Горбаків Гощанського р-ну. Українець, освіта 7 кл., агент Гощанського відділення міністерства заготівель. Прож. с. Горбаків Гощанського р-ну. Уч. визв. змаг. 1941-55 pp. Чл. форм. ОУН-УПА. Заарешт. 10 грудня 1949 р. Обвинувач. за ст. 54-1а, 54-11 КК УРСР. Засудж. ОН при МДБ СРСР 22 квітня 1950 р. на 10 р. ВТТ. Відбував покарання —— Іркутська область, уранові рудники. Реабіл. висновком прокуратури Рівненської обл. від 4 травня 1993 р. (ДАРО, 5420). |
| 56 | Повар Марко Григорович               | 1892/1902 р. н., с. Горбаків Гощанського р-ну. Українець, освіта 4 кл., селянин. Прож. с. Горбаків Гощанського р-ну. Уч. визв. змаг. 1941-55 pp. Чл. форм. ОУН-УПА. Шив одяг повстанцям. Заарешт. 10 грудня 1949 р. Обвинувач. за ст. 54-1а, 54-11 КК УРСР. Засудж. ОН при МДБ СРСР 22 квітня 1950 р. на 10 р. ВТТ. Відбував покарання — Іркутська область, уранові рудники. Реабіл. висновком прокуратури Рівненської обл. від 4 травня 1993 р. (ДАРО, 5420). |
| 57 | Повар Пилип Пилипович                | 1915 р. н., Уч. визв. змаг. 1941-55 pp. Чл. форм. ОУН-УПА. Засуджений московсько-комуністичним режимом до сталінських концтаборів смерті. |
| 58 | Повар-Терещук Федір Вікторович       | 12 серпня 1913 р. н., с. Горбаків Гощанського р-ну. Українець, закінчив Рівненську українську гімназію, сільськогосподарський відділ Львівського політехнічного інституту, агроном підсобного господарства Здолбунівського цегельного заводу. Прож. м. Здолбунів, вул. Папаніна, 13. Уч. визв. змаг. 1922-39 pp. Націоналістичний діяч під час польської окупації, чл. ОУН. Заарешт. 4 вересня 1944 р. Обвинувач. за ст. 54-1а, 54-11 КК УРСР. Постановою УНКДБ у Рівненській обл. від 1 жовтня 1944 р. справу припинено, з-під варти звільнено. (ДАРО, 2033).                                      |
| 59 | Поліщук-Сульжук Аврам Дем'янович     | 28 жовтня 1906 р. н., с. Горбаків Гощанського р-ну. Українець, селянин, підрядчик з будівництва шосейних доріг. Заарешт. 5 листопада 1937 р. Обвинувач. за ст. 54-6 КК УРСР. Засудж. ОН при НКВД СРСР 21 червня 1939 р. на 8 р. ВТТ. Загинув в таборах ГУЛАГу 28 січня 1942 р., похований на кладовищі прііска Большевік, Сусуманського району, Магаданської області Росії. Реабіл. військовим прокурором Київського військового округу 22 листопада 1989 року. |
| 60 | Поліщук Карпо Михайлович             | 1884/90 р. н., с. Горбаків Гощанського р-ну. Українець, неписьменний, селянин. Прож. с. Горбаків Гощанського р-ну. Уч. визв. змаг. 1941-55 pp. Співпрацював з чл. форм. ОУН-УПА. Заарешт. 14 січня 1950 р. Обвинувач. за ст. 20-54-1а, 54-11 КК УРСР. Засудж. ОН при МДБ СРСР 22 квітня 1950 р. на 10 р. ВТТ. Реабіл. висновком прокуратури Рівненської обл. від 31 травня 1993 р. (ДАРО, 5493). |
| 61 | Помяловська Параскева Кирилівна      | 1921/22 р. н., с. Горбаків Гощанського р-ну. Українка, селянка. Прож. с. Горбаків Гощанського р-ну. Уч. визв. змаг. 1941-55 pp. Чл. форм. ОУН-УПА. Заарешт. 12 січня 1950 р. Обвинувач. за ст. 20-54-1а, 54-11 КК УРСР. Засудж. ОН при МДБ СРСР 31 травня 1950 р. на 5 р. ВТТ. Постановою президії Рівненського облсуду від 11 квітня 1990 р. вирок скасовано, справу припинено за відсутністю складу злочину. (ДАРО, 4311). |
| 62 | Сергійчук Каленик Кирилович          | 1912/16 р. н., с. Горбаків Гощанського р-ну. Українець, освіта 4 кл., селянин. Прож. с. Горбаків Гощанського р-ну. Уч. визв. змаг. 1941-55 pp. Чл. форм. ОУН-УПА. Заарешт. 26 червня 1944 р. Обвинувач. за ст. 54-1а, 54-11 КК УРСР. Засудж. ВТ військ НКВС Рівненської обл. 12 вересня 1944 р. до ВМП — розстрілу з конфіскацією майна. Ухвалою ВК ВС СРСР від 25 жовтня 1944 р. ВМП замінено на 20 р. каторжних робіт і 5 р. позбавлення прав. Ухвалою ВК ВС СРСР від 10 серпня 1956 р. вирок скасовано, справу припинено за відсутністю складу злочину. Звільн. 27 серпня 1956 р. (СБУ, 1525).   |
| 63 | Сергійчук Мокрина ?                  | 1919 р. н., Уч. визв. змаг. 1941-55 pp. Чл. форм. ОУН-УПА. Засуджена московсько-комуністичним режимом до сталінських концтаборів смерті. |
| 64 | Сергійчук Павло Ісакович             | 1923 р. н., Уч. визв. змаг. 1941-55 pp. Чл. форм. ОУН-УПА. Засуджений московсько-комуністичним режимом до сталінських концтаборів смерті. |
| 65 | Сергійчук Текля Созонівна            | 1910 р. н., Уч. визв. змаг. 1941-55 pp. Співпрацювала з чл. форм. ОУН-УПА. Загинула у боротьбі з московськими окупантами у селі 18 лютого 1949 р. |
| 66 | Сергійчук Ганна Іванівна             | 1931 р. н., с. Горбаків Гощанського р-ну. Українка, освіта 1 кл., селянка. Прож. с. Горбаків Гощанського р-ну. Заарешт. 23 лютого 1949 р. Обвинувач. за ст. 20-54-1а КК УРСР. Засудж. ВТ військ МВС Рівненської обл. 5 квітня 1949 р. на 25 р. ВТТ і 5 р. позбавлення прав з конфіскацією майна. Ухвалою ВТ ПУВО від 5 березня 1955 р. термін покарання знижено до 6 р. ВТТ і 2 р. позбавлення прав. Звільн. 16 квітня 1955 р. Реабіл. висновком прокуратури Рівненської обл. від 30 липня 1992 р. (СБУ, 12200).                                                                                    |
| 67 | Сергійчук Микола Іванович            | 1932 р. н., с. Горбаків Гощанського р-ну. Українець, освіта 4 кл., селянин. Прож. с. Горбаків Гощанського р-ну. Заарешт. 23 лютого 1949 р. Обвинувач. за ст. 54-12 КК УРСР. Засудж. ВТ військ МВС Рівненської обл. 5 квітня 1949 р. на 10 р. ВТТ. Звільн. 17 серпня 1954 р. Реабіл. висновком прокуратури Рівненської обл. від 30 липня 1992 р. (СБУ, 12200). |
| 68 | Симончук Іван ?                      | ? р. н. Уч. визв. змаг. 1918-21 pp. у складі Армії УНР на чолі з С. Петлюрою. Не репресований. |
| 69 | Столярчук Олексій Зіновійович        | 1923 р. н., Уч. визв. змаг. 1941-55 pp. Чл. форм. ОУН-УПА. Уч. II світової війни у складі совєтської армії. Не репресований. |
| 70 | Сульжук Андрон Степанович            | 1919/20 р. н., с. Горбаків Гощанського р-ну. Українець, освіта 4 кл., колгоспник к-пу ім. Жданова. Прож. с. Горбаків Гощанського р-ну. Уч. визв. змаг. 1941-55 pp. Уч. II світової війни у складі совєтської армії. Чл. форм. ОУН-УПА. Заарешт. 28 січня 1950 р. Обвинувач. за ст. 20-54-1а, 54-11 КК УРСР. Засудж. ОН при МДБ СРСР 7 червня 1950 р. на 5 р. ВТТ. Звільн. 8 червня 1953 р. Постановою президії Рівненського облсуду від 28 березня 1990 р. вирок скасовано, справу припинено за відсутністю складу злочину. (ДАРО, 4561).                                                           |
| 71 | Сульжук Іван Степанович              | 1913/14 р. н., с. Горбаків Гощанського р-ну. Українець, освіта 4 кл., швець, перший голова колгоспу ім. Жданова. Прож. с. Горбаків Гощанського р-ну. Уч. визв. змаг. 1941-55 pp. Уч. II світової війни у складі совєтської армії. Чл. форм. ОУН-УПА. Заарешт. 28 січня 1950 р. Обвинувач. за ст. 20-54-1а, 54-11 КК УРСР. Засудж. ОН при МДБ СРСР 7 червня 1950 р. на 5 р. ВТТ. Звільн. 23 квітня 1953 р. Постановою президії Рівненського облсуду від 28 березня 1990 р. вирок скасовано, справу припинено за відсутністю складу злочину.                                                          |
| 72 | Сульжук Олександр Яремович           | 1919 р. н., Уч. визв. змаг. 1941-55 pp. Чл. форм. ОУН-УПА. Засуджений московсько-комуністичним режимом до сталінських концтаборів смерті. |
| 73 | Сульжук Олександр Устимович          | 1922 р. н., с. Горбаків Гощанського р-ну. Українець, освіта 4 кл., селянин. Прож. с. Горбаків Гощанського р-ну. Заарешт. 9 грудня 1949 р. Обвинувач. за ст. 54-1а, 54-11 КК УРСР. Засудж. ОН при МДБ СРСР 19 липня 1950 р. на 10 р. ВТТ. Звільн. 16 грудня 1954 р. Реабіл. висновком прокуратури Рівненської обл. від 29 травня 1993 р. (ДАРО, 5458). |
| 74 | Сульжук Степан Юхимович              | 1890/95 р. н., с. Горбаків Гощанського р-ну. Українець, освіта 2 кл., колгоспник к-пу ім. Жданова. Прож. с. Горбаків Гощанського р-ну. Уч. визв. змаг. 1941-55 pp. Співпрацював з чл. форм. ОУН-УПА. Заарешт. 28 січня 1950 р. Обвинувач. за ст. 20-54-1а, 54-11 КК УРСР. Засудж. ОН при МДБ СРСР 7 червня 1950 р. на 10 р. ВТТ. Звільн. 12 липня 1956 р. Реабіл. висновком прокуратури Рівненської обл. від 28 грудня 1991 р. (ДАРО, 4561). |
| 75 | Сульжук Улян Захарович               | 1892 р. н., с. Горбаків Рівненського п-ту. Українець, освіта початкова, селянин. Прож. с. Горбаків Рівненського п-ту. Заарешт. 22 червня 1933 р. Обвинувач. за ст. 54-6 КК УРСР. Засудж. ОН при Колегії ДПУ УРСР 22 серпня 1933 р. на 3 р. заслання в Казахстан. Реабіл. висновком прокуратури Рівненської обл. від 11 жовтня 1996 р. (СБУ, 2429). |
| 76 | Сульжук Уляна Іванівна               | 1925 р. н., с. Горбаків Гощанського р-ну. Українка, освіта 2 кл., домогосподарка. Прож. с. Горбаків Гощанського р-ну. Уч. визв. змаг. 1941-55 pp. Чл. форм. ОУН-УПА. Заарешт. 27 грудня 1949 р. Обвинувач. за ст. 20-54-1а, 54-11 КК УССР. Засудж. ОН при МДБ СРСР 20 травня 1950 р. на 10 р. ВТТ. Звільн. 29 листопада 1954 р. Реабіл. висновком прокуратури Рівненської обл. від 30 листопада 1989 р. (ДАРО, 4955). |
| 77 | Тарасюк Трохим Павлович              | 1896 р. н., Уч. визв. змаг. 1941-55 pp. Співпрацював з чл. форм. ОУН-УПА. Загинув при загадкових обставинах. |
| 78 | Ткачук Клим ?                        | ? р. н. Уч. визв. змаг. 1918-21 pp. у складі Армії УНР на чолі з С. Петлюрою. Не репресований. |
| 79 | Тьопан Дарія Кирилівна               | 1915(18) р. н., с. Шкарів Гощанського р-ну. Українка, малописьменна, селянка. Проживала с. Горбаків Гощанського р-ну. Заарештована 27 грудня 1949 р. Обвинувач. за ст. 20-54-1а, 54-11 КК УРСР. Засуджена ОН при МДБ СРСР 6 травня 1950 р. на 10 р. ВТТ. Постановою ЦК з перегляду справ від 11 жовтня 1954 р. термін по карання знижено до 5 р. ВТТ. Постановою президії Рівненського облсуду від 31 січня 1990 р. вирок скасовано, справу припинено за відсутністю складу злочину. (ДАРО, 4389).                                                                                                  |
| 80 | Тьопан Филимон Сидорович             | 1912(14) р. н., с. Горбаків Гощанського р-ну. Українець, освіта 2 кл., селянин. Проживав с. Горбаків Гощанського р-ну. Заарештований 10 грудня 1949 р. Обвинувач. за ст. 20-54-1а, 54-11 КК УРСР. Засуджений ОН при МДБ СРСР 6 травня 1950 р. на 10 р. ВТТ. Постановою ЦК з перегляду справ від 11 жовтня 1954 р. термін покарання знижено до 5 р. ВТТ. Постановою президії Рівненського облсуду від 31 січня 1990 р. вирок скасовано, справу припинено за відсутністю складу злочину. (ДАРО, 4389).                                                                                                |
| 81 | Тьопан Никифор Сидорович             | 1906 р. н., с. Горбаків Гощанського р-ну. Українець, малописьменний, селянин. Проживав с. Горбаків Гощанського р-ну. Заарештований 10 грудня 1949 р. Обвинувач. за ст. 54-12 КК УРСР. Засуджений ОН при МДБ СРСР 6 травня 1950 р. на 5 р. ВТТ. Постановою президії Рівненського облсуду від 31 січня 1990 р. вирок скасовано, справу припинено за відсутністю складу злочину. (ДАРО, 4389) |
| 82 | Українець Олександр Іванович         | 1926 р. н., Уч. визв. змаг. 1941-55 pp. Чл. форм. ОУН-УПА. Загинув у боротьбі з московськими окупантами. |
| 83 | Українець Сидір ?                    | 1921 р. н., Уч. визв. змаг. 1941-55 pp. Чл. форм. ОУН-УПА. Загинув у боротьбі з німецько-фашистськими окупантами. |
| 84 | Хомич Павло Терентійович             | ? р. н., Уч. визв. змаг. 1941-55 pp. Чл. форм. ОУН-УПА. Загинув у боротьбі з московськими окупантами. |
| 85 | Хомич Сергій Терентійович            | 1920 р. н., Уч. визв. змаг. 1941-55 pp. Чл. форм. ОУН-УПА. Загинув у боротьбі з московськими окупантами, розстріляний у Рівненській тюрмі. |
| 86 | Цехмістер Іван Харитонович           | 1911 р. н., с. Горбаків Гощанського р-ну. Українець, освіта 4 кл., колгоспник. Проживав с. Горбаків Гощанського р-ну. Заарештований 12 січня 1950 р. Обвинувач. за ст. 20-54-1а, 54-11 КК УРСР. Засуджений ОН при МДБ СРСР 27 травня СРСР 22 липня 1944 р. на 10 р. ВТТ. Удруге заарештований 10 січня 1956 р. у Воркутлагу. Засуджений Постійною сесією ВС Комі АРСР 4 лютого 1956 р. до ВМП — розстрілу. Вирок виконано до 14 вересня 1956 р. Реабілітований висновком прокуратури Рівненської обл. від 22 грудня 1993 р. (ДАРО, 5730).                                                           |
| 87 | Яремчук Катерина Адамівна            | 1923 р. н., с. Горбаків Гощанського р-ну. Українка, неписьменна, колгоспниця к-пу ім. Жданова. Проживала с. Горбаків Гощанського р-ну. Заарештована 25 січня 1950 р. Обвинувач. за ст. 54-1а, 54-11 КК УРСР. Засуджена ОН при МДБ СРСР 9 вересня 1950 р. на 10 р. ВТТ. Звільнена 21 травня 1956 р. Реабілітована висновком прокуратури Рівненської обл. від 30 липня 1992 р. (ДАРО, 5092). |
| 88 | Яремчук Гордій Макарович             | 1891 р. н., с. Горбаків Гощанського р-ну. Українець, освіта 4 кл., колгоспник. Проживав с. Горбаків Гощанського р-ну. Заарештований 28 січня 1950 р. Обвинувачений за ст. 20-54-1а, 54-11 КК УРСР. Засуджений ОН при МДБ СРСР 5 серпня 1950 р. на 10 р. ВТТ. Реабілітований висновком прокуратури Рівненської обл. від 25 травня 1993 р. (ДАРО, 5552). |
| 89 | Яремчук Надія Гордіївна              | 1928 р. н., с. Горбаків Гощанського р-ну. Українка, освіта 4 кл., селянка. Проживала с. Горбаків Гощанського р-ну. Заарештована 28 січня 1950 р. Обвинувач. за ст. 54-12 КК УРСР. Засуджена ОН при МДБ СРСР 5 серпня 1950 р. на 5 р. ВТТ. Звільнена 14 квітня 1953 р. Реабілітована висновком прокуратури Рівненської обл. від 25 травня 1993 р. (ДАРО, 5552). |
| 90 | Яковлєв Владімір Івановіч            | 1880 р. н., м. Москва (Росія). Росіянин, закінчив Київський юридичний інститут, юрист. Проживав с. Горбаків Рівненського п-ту. Заарештований 22 вересня 1939 р. Обвинувачений за ст. 54-13 КК УРСР. Постановою УНКВС у Рівненській обл. від 27 лютого 1940 р. справу припинено. (ДАРО, 2888). |

Під час голодомору 1946—1947 рр. в селі приймали і годували біженців із східної України. В 50-х роках в Церкву вдарила блискавка але пожежа була вчасно ліквідована.
У листопаді 1948 року, з поверненням радянської влади, продовжились акції насильницького залучення до колгоспу за допомогою погроз, арештів, побиття та пограбування господарів, накладання грошових кар, примусових робіт, переорювання землі на 1-2 метри навколо хат. Не зважаючи на протести селянства, був організований колгосп у який увійшло 7 господарств. До 1949 року кількість колгоспників збільшилась до 50-ти осіб. Першим головою колгоспу був Іван Сульжук. Дуже важко горбатились селянки за трудодні на буряках. З 1961 по 1996 роки об'єднаний колгосп, що довгий час називався імені Жданова (потім «Прогрес») очолював Петро Воловіков, який приблизно у 1976—1978 роках примусово переселив цілий куток села (понад 15 сімей), переоравши городи та викорчувавши сади.
Для забезпечення водою м.Рівне були проведені дослідження які показали, що в районі Горбакова потрібна для видобутку вода на глибині 100—110 метрів, а в Рівному — потрібний шар знаходиться на глибині 700 м. Відтак, у Горбакові добувати воду виявилося дешевше, ось чому, головний водозабір Рівного знаходиться більш ніж за 20 км від міста. У 1974 році його почали будувати, а ввели в експлуатацію в 1984 році. Значні обсяги відбору підземних вод (43,9 тис.м3 /добу) з горбашівського водоносного горизонту призвели до значних негативних змін гідрогеологічних умов в цьому регіоні. Серед них варто виділити значне зниження рівнів води у водоносних горизонтах, переосушення торфовищ в заплаві р. Горинь, зневоднення сільгоспугідь, появу тріщин на поверхні ґрунту, зникнення питної води в колодязях громадян та ін.

### В незалежній Україні
З моменту проголошення незалежності України, після майже 30 років довгобуду, за рік, 31 серпня 2017 року ТОВ «РЕНОМЕ-ЄВРОБУД» завершена повна реконструкція незавершеного будівництва школи (тепер ліцей), де втілені принципи «нової української школи». Окрасою школи став мурал рівненського художника Антона Akey на одній зі стін навчального закладу. У приміщеннях закладу створені оригінальні інтер'єри з ілюстраціями, що містять елементи навчального процесу. 9 листопада 2017 року ліцей відвідала дружина президента України Марина Порошенко, а 20 грудня 2018 року народний депутат України Ірина Луценко.
З 2009 року, на третій день Трійці, відбувався фестиваль вокально-хорового мистецтва «Поліський краю дорогий…» в якому брали участь хорові колективи, ансамблі, дуети, тріо, солісти, самодіяльні композитори та поети-піснярі з Рівненщини та Волині. Назва фестивалю вибрана не випадково — це перші рядки загальновідомої пісні поета-пісняра Степана Кривенького «Волинь моя…».
8 серпня 2018 року на стадіоні села відбувся футбольний матч пам'яті загиблого в зоні проведення АТО Дмитра Оверчука зі Шкарова, який служив у 30-й механізованій бригаді ЗСУ.
15 квітня 2019 року урочисто відкрили амбулаторію.

## Населення
1885 року в селі Горбаків було 59 дворів, 564 жителі.
Станом на 1906 рік в селі налічувалося 115 дворів та проживало 747 осіб.
Станом на 10 вересня 1921 року в селі налічувалося 167 будинків та 970 жителів, з них:
- 474 чоловіки та 496 жінок;
- 964 православні, 5 юдеї, 1 євангельський християнин;
- 964 українці, 1 німець, 5 поляків[f].

Станом на 1989 рік у селі постійно проживали 1646 осіб, серед них — 782 чоловіки і 864 жінки.
За даними перепису населення 2001 року у селі проживали 1547 осіб. Рідною мовою назвали:
| Мова       | Кількість осіб | Відсоток |
| ---------- | -------------- | -------- |
| українська | 1531           | 98,97 %  |
| російська  | 13             | 0,84 %   |
| білоруська | 2              | 0,13 %   |
| молдовська | 1              | 0,06 %   |

## Релігія
Зареєстровані релігійні громади
- РО «РЕЛІГІЙНА ГРОМАДА СВЯТО-ТРОЇЦЬКОЇ ПАРАФІЇ ПЦУ С. ГОРБАКІВ»
- РО «РЕЛІГІЙНА ГРОМАДА С. ГОРБАКІВ ПРАВОСЛАВНОЇ ЦЕРКВИ УКРАЇНИ»

## Економіка
Фермерські господарства та підприємства
- ТОВАРИСТВО З ОБМЕЖЕНОЮ ВІДПОВІДАЛЬНІСТЮ СІЛЬСЬКОГОСПОДАРСЬКЕ ПІДПРИЄМСТВО «ІМЕНІ ВОЛОВІКОВА»
- ФЕРМЕРСЬКЕ ГОСПОДАРСТВО «ГОРБАКІВСЬКЕ»
- ФЕРМЕРСЬКЕ ГОСПОДАРСТВО «ГОРБАКІВСЬКЕ-АГРО»
- ФЕРМЕРСЬКЕ ГОСПОДАРСТВО «ГОРБАКІВ АГРО»
- ТОВАРИСТВО З ОБМЕЖЕНОЮ ВІДПОВІДАЛЬНІСТЮ «ДАК-РІВЕР»
- ТОВАРИСТВО З ОБМЕЖЕНОЮ ВІДПОВІДАЛЬНІСТЮ «МОЛІНВЕСТ»

## Соціальна сфера
Ліцей, Будинок культури, амбулаторія.

## Пам'ятки

### Археологічні пам'ятки

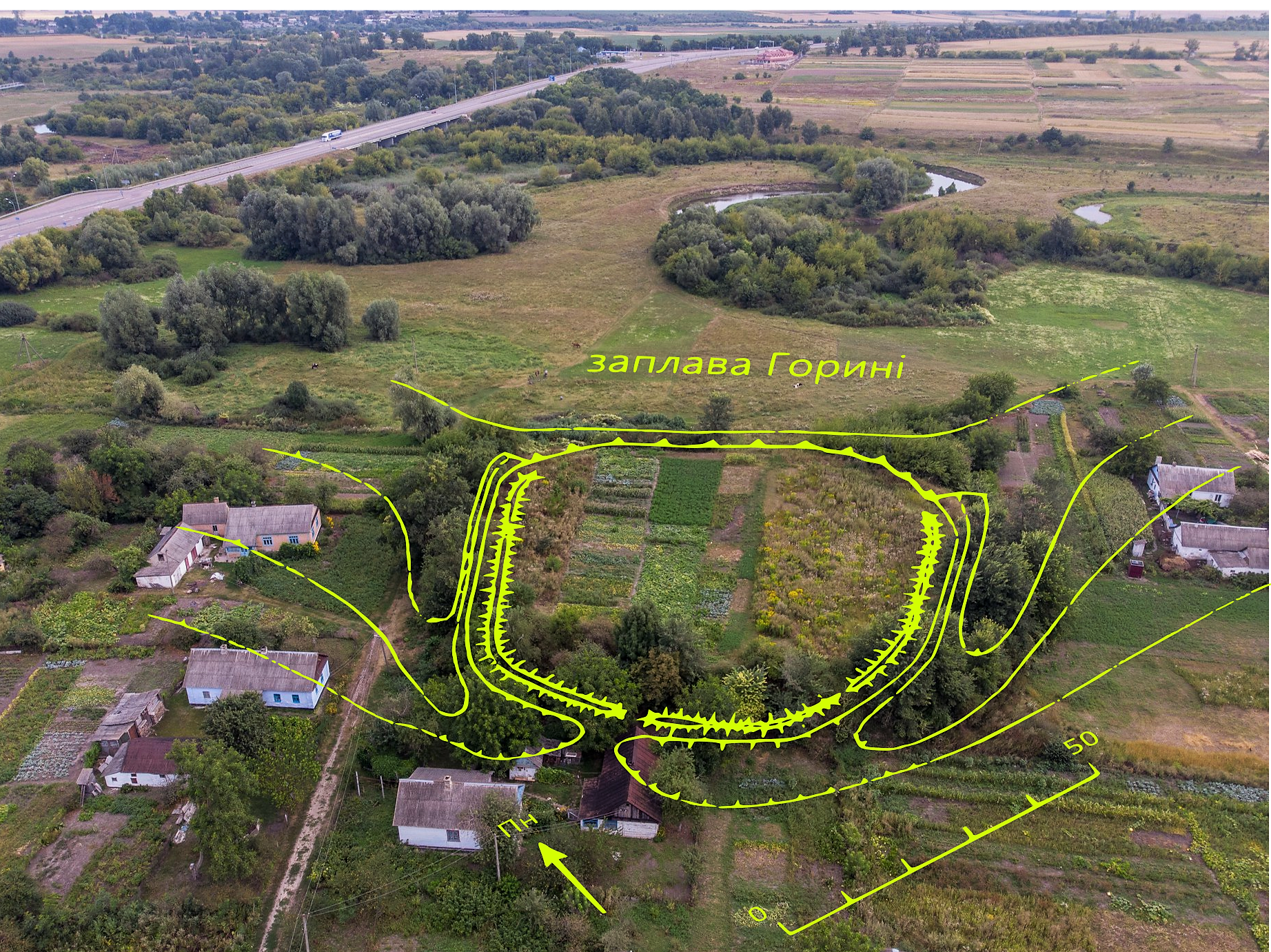
Горбаківське городище, схема

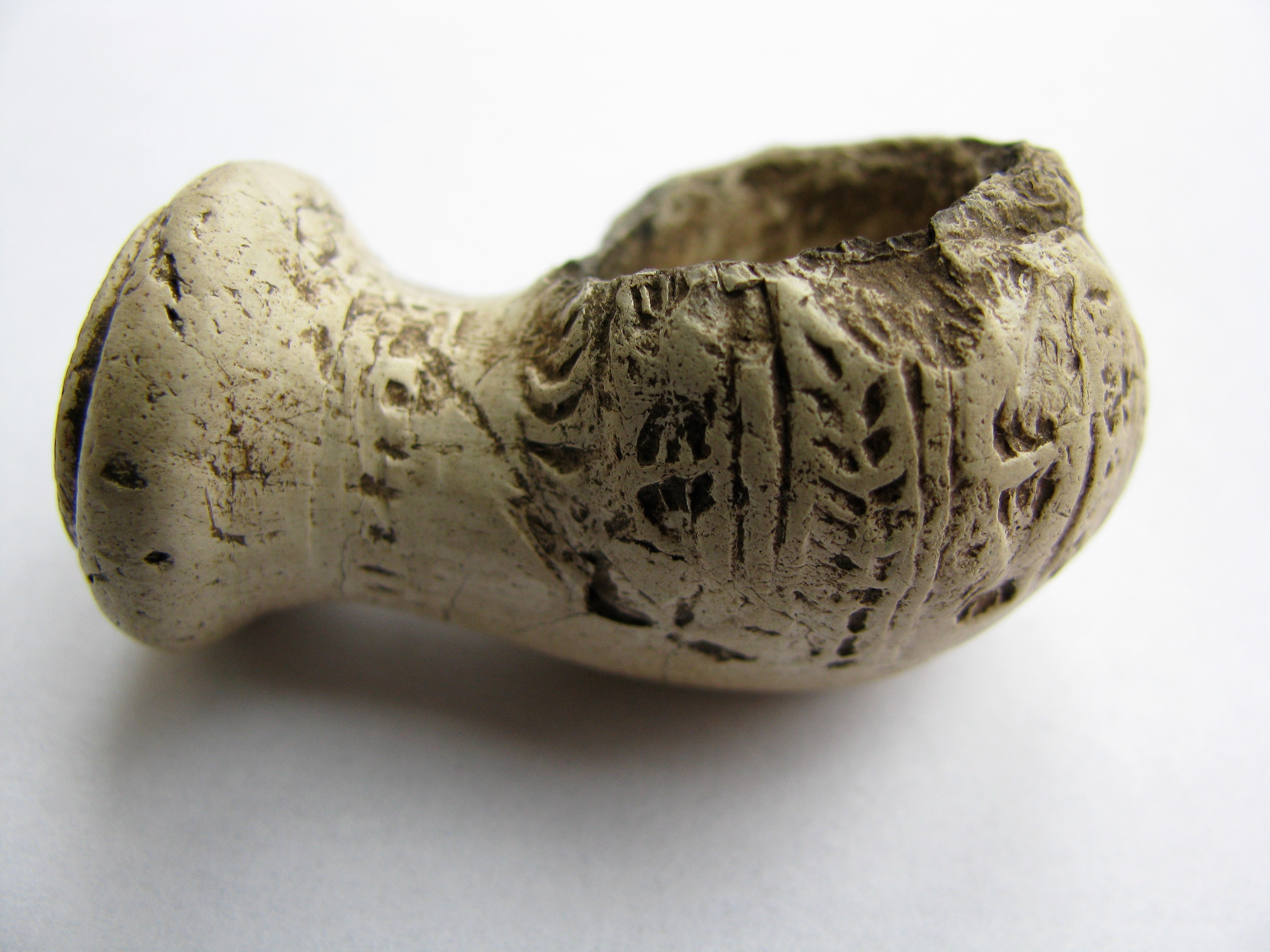
Козацька люлька (1648 р.) знайдена Марією Вікторівною Поліщук на власному городі

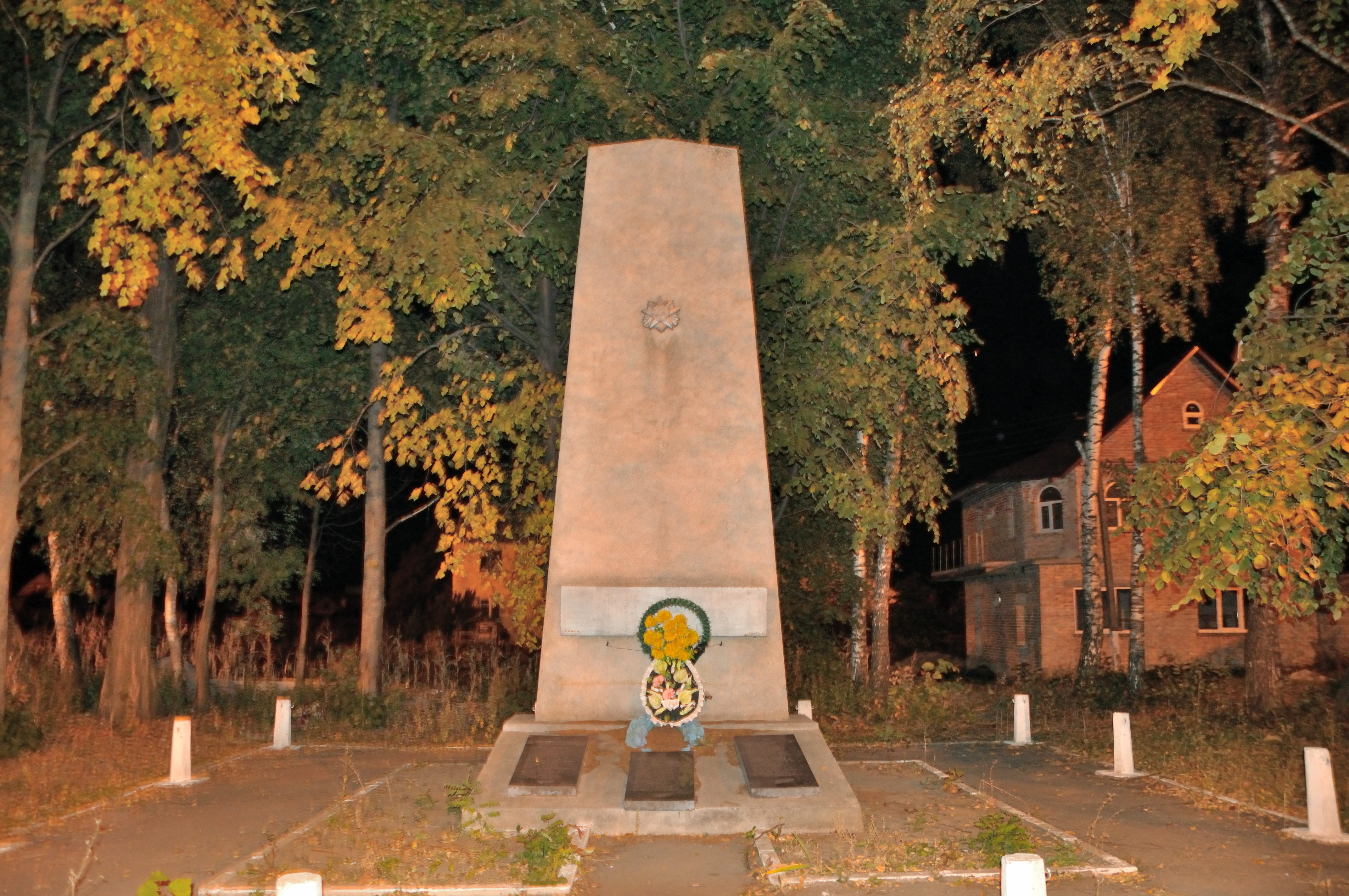
Пам'ятник воїнам-односельчанам

В східній частині села в урочищі Городище, на лівому березі р. Горині є давнє оборонне укріплення — вал чотирикутної форми «волинського типу» що як і вал на правому березі Горині на північно-західній окраїні містечка Гощі контролювали давні річкові та сухопутні шляхи які пролягали по Волинській височині від Горині (Розваж, Горбаків) до Західного Бугу (Володимир). Його обстежили Ю. В. Кухаренко у 1953 р., І. К. Свєшніков у 1962 р., Б. А. Прищепа у 1984,1989,2009 рр. Давнє укріплення збудували на корінному березі, що підвищується над заплавою ріки на 5,0-5,5 м Майданчик близький до чотирикутного в плані, із округленими кутами, розмірами 60×55 м (площа 0,3 га). З трьох сторін (за винятком північно-східної, звернутої до річки), захищений валом, який має найбільшу висоту із напільного південно-західного боку (до 1,5 м), із північного заходу його висота 1,0-1,3 м, а із південного сходу не перевищує 1 м. Майданчик використовується під городи, внутрішній схил валу руйнується під час оранки.
Оборонний рів краще простежується з південно-західної сторони, а зі сходу і заходу він знівельований оранкою і слабко виражений у рельєфі. В центральній частині майданчик помітно нижчий, ніж біля країв. Сучасний в'їзд на городище знаходиться з південно-західної сторони, тут вал має розрив. Але в давнину, імовірно, в'їзд було влаштовано біля східного кута укріплення.
У підйомному матеріалі на майданчику зібрано поодинокі уламки слов'яно- руських ліпних і гончарних посудин, тому час функціонування фортеці можна визначити IX — початком XI ст.
Поселення виявлене І. К. Свєшніковим у 1962 р. на південь від городища, на вузькому мисі лівого берега р. Горині. На східному схилі берега, на присадибних городах зібрано кераміку Х-XII ст., матеріали бронзового і раннього залізного віків.
На східному схилі лівого берега ріки Горинь в урочищі Над городищем — багатошарове поселення городоцько-здовбицької культури, милоградської культури та давньоруського часу. На лівому березі ріки Горинь навпроти хутора Янівки — давньоруське селище, виявлене у 1962 році. В центрі села на лівому березі ріки Горинь Ю. В. Кухаренком у 1953 році на давньоруському городищі, що оточене кільцевим валом, виявлене поселення черняхівської культури.

### Історичні пам'ятки
- Могила невідомого солдата

Дата поховання: 1944 р. Пам'ятник встановлений в 1973 році. Короткий опис: фігура солдата встановлена на постаменті, пам'ятник — мармурова крихта, цегла, бетон, цемент.
- Пам'ятник воїнам-односельчанам

Дата встановлення пам'ятника: 1965 р. Обеліск встановлений на постаменті, зверху вниз — орден Вітчизняної війни, барельєф солдата з дівчинкою на лівій руці, з мечом — у правій, цифри — «1941-1945». Перед обеліском на постаменті лежать три плити, на яких викарбувані прізвища 64 загиблих. Матеріал — бетон, цегла, цемент.

## Відомі люди
- Воловіков Петро Митрофанович (1918—1996) — голова колгоспу імені Жданова Гощанського району Рівненської області, двічі Герой Соціалістичної Праці.
- Данилюк Олексій Мусійович (1934—1994) — бригадир тракторної бригади колгоспу імені Жданова, Герой Соціалістичної Праці, депутат Верховної Ради УРСР 9—10-го скликань.
- Поліщук Федір Аврамович (1938—2024) — лікар, дитячий хірург-уролог, засновник дитячої урологічної служби в Рівненській області.

### Полеглі воїни
|  | Веде нас в бій борців упавших слава |

- Алалін Юрій Володимирович (1971—2024) — учасник російсько-української війни, загинув 30 квітня 2024 року під час виконання бойового завдання у Донецькій області[52].
- Гриб Андрій Григорович (2004—2023) — учасник російсько-української війни, уродженець села, солдат, нагороджений орденом «За мужність» ІІІ ступеня (посмертно). Загинув у бою 8 лютого 2023 року поблизу села Гряниківка Харківської області[52][53]. Похований в селі Мнишин.
- Грицеляк Юрій Євстахійович (1978—2023) — учасник російсько-української війни. Загинув у боротьбі з російськими окупантами[52].
- Кирилюк Олександр Валерійович (1983—2024) — учасник російсько-української війни. Загинув 14 січня 2023 року під час боїв на Запоріжжі[52].
- Кухар Богдан Дмитрович (1986 — 2022) — капітан ЗСУ, учасник російсько-української війни, загинув 27.08.2022 р у бою в районі м. Мар'їнка Донецької області[52].
- Марчук Андрій Борисович (1990—2023) — учасник російсько-української війни, старший солдат, загинув 1 вересня 2023 року у бою під час танкового і мінометного обстрілу в районі населених пунктів Новомаркове-Оріхово-Василівка-Григорівка Донецької області[52].
- Мельничук Василь (1973—2023) — учасник російсько-української війни, прикордонник, загинув 21 березня 2023 року в районі Бахмут під час виконання бойового завдання[54].
- Павлюк Володимир Володимирович (1979—2022) — учасник російсько-української війни, нацгвардієць, загинув від ракетного обстрілу телевежі в Антополі 14 березня 2022 року[52].
- Пастушок Ігор Миколайович (1989—2023) — учасник російсько-української війни, солдат, нагороджений медаллю «Захиснику Вітчизни» (посмертно). Загинув 8 липня 2023 року внаслідок танкового обстрілу біля села Роботине Запорізької області[52][55].

## Галерея

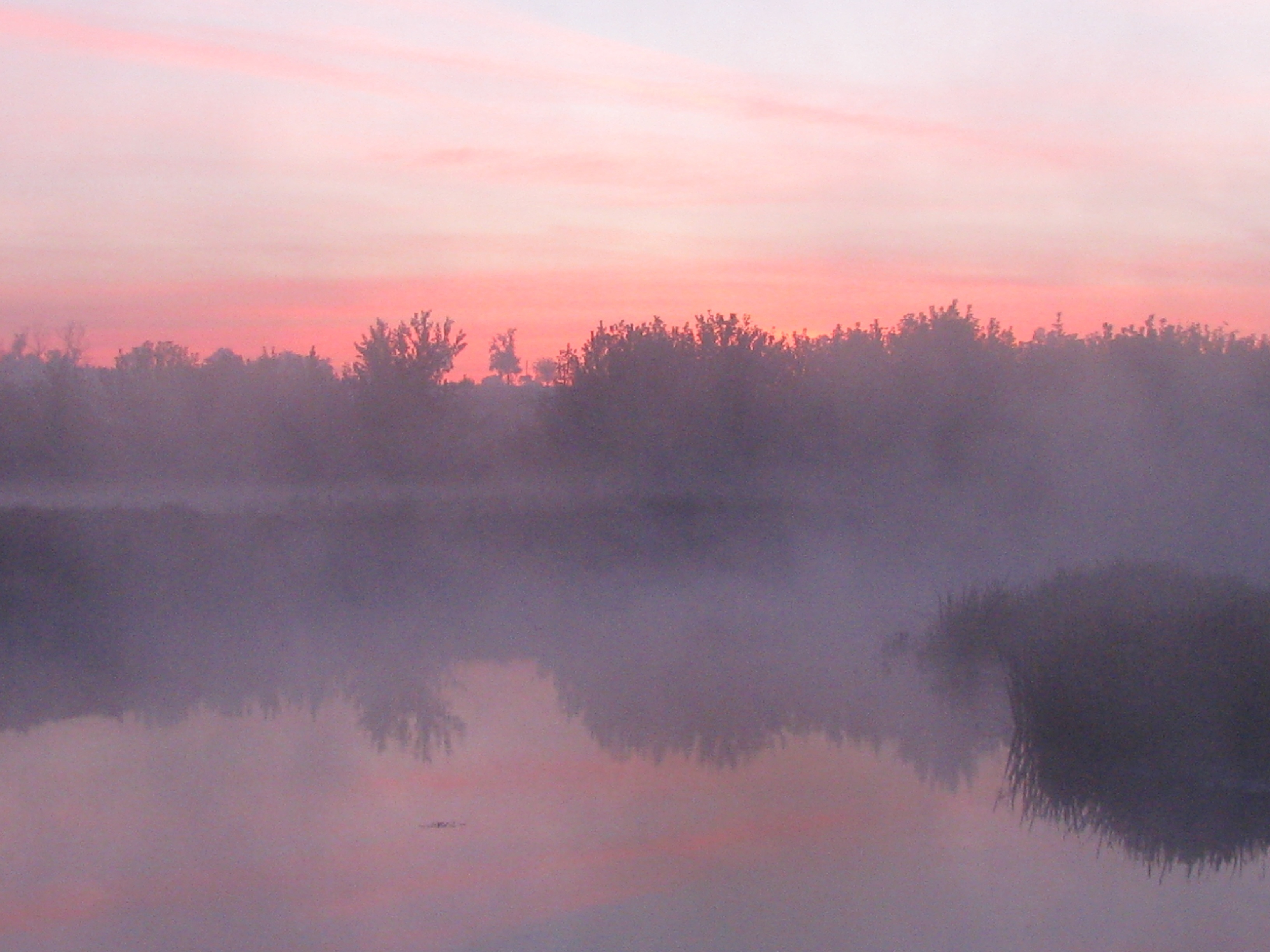
Ранковий серпанок над Горинню
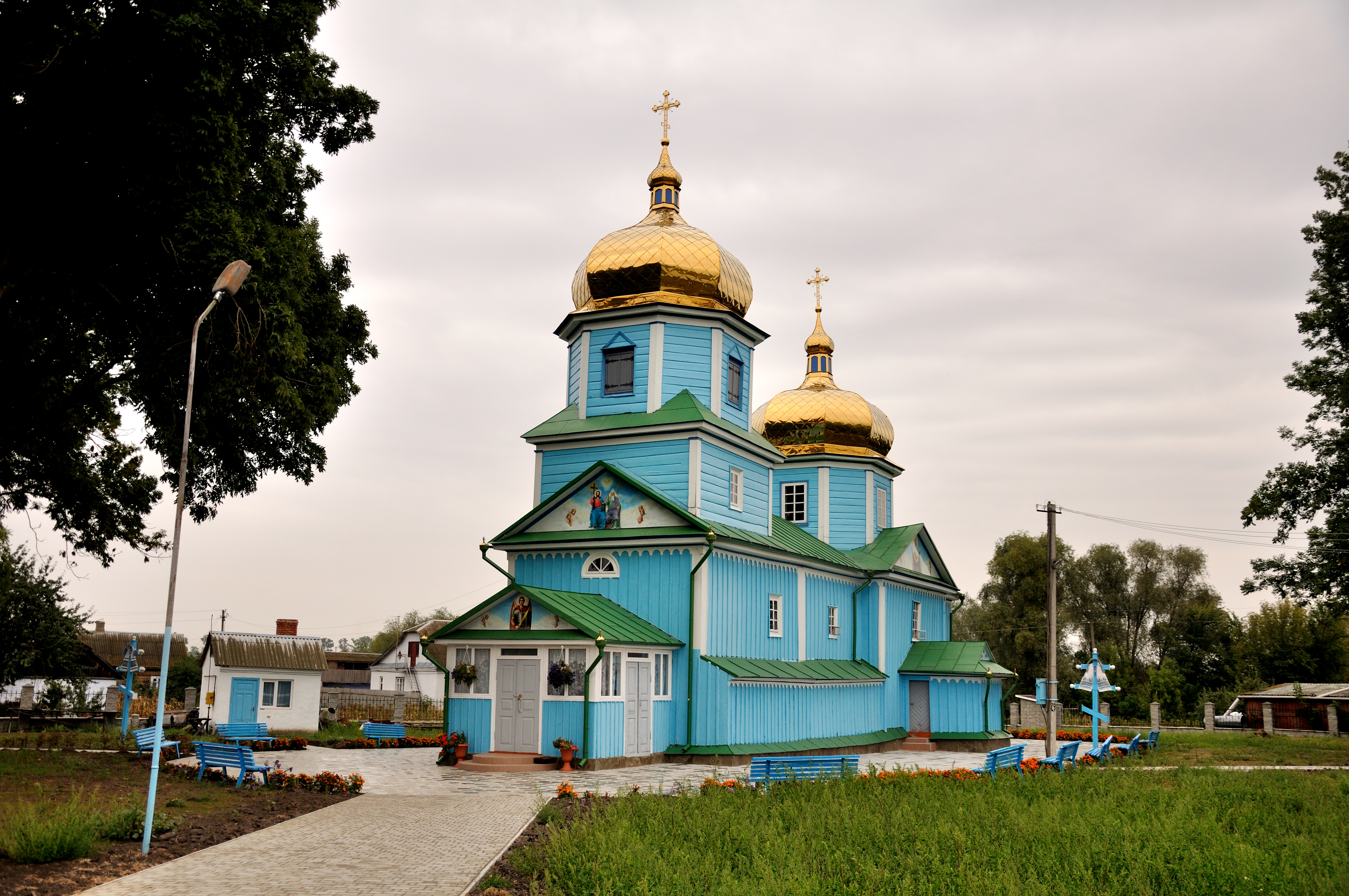
Троїцька церква
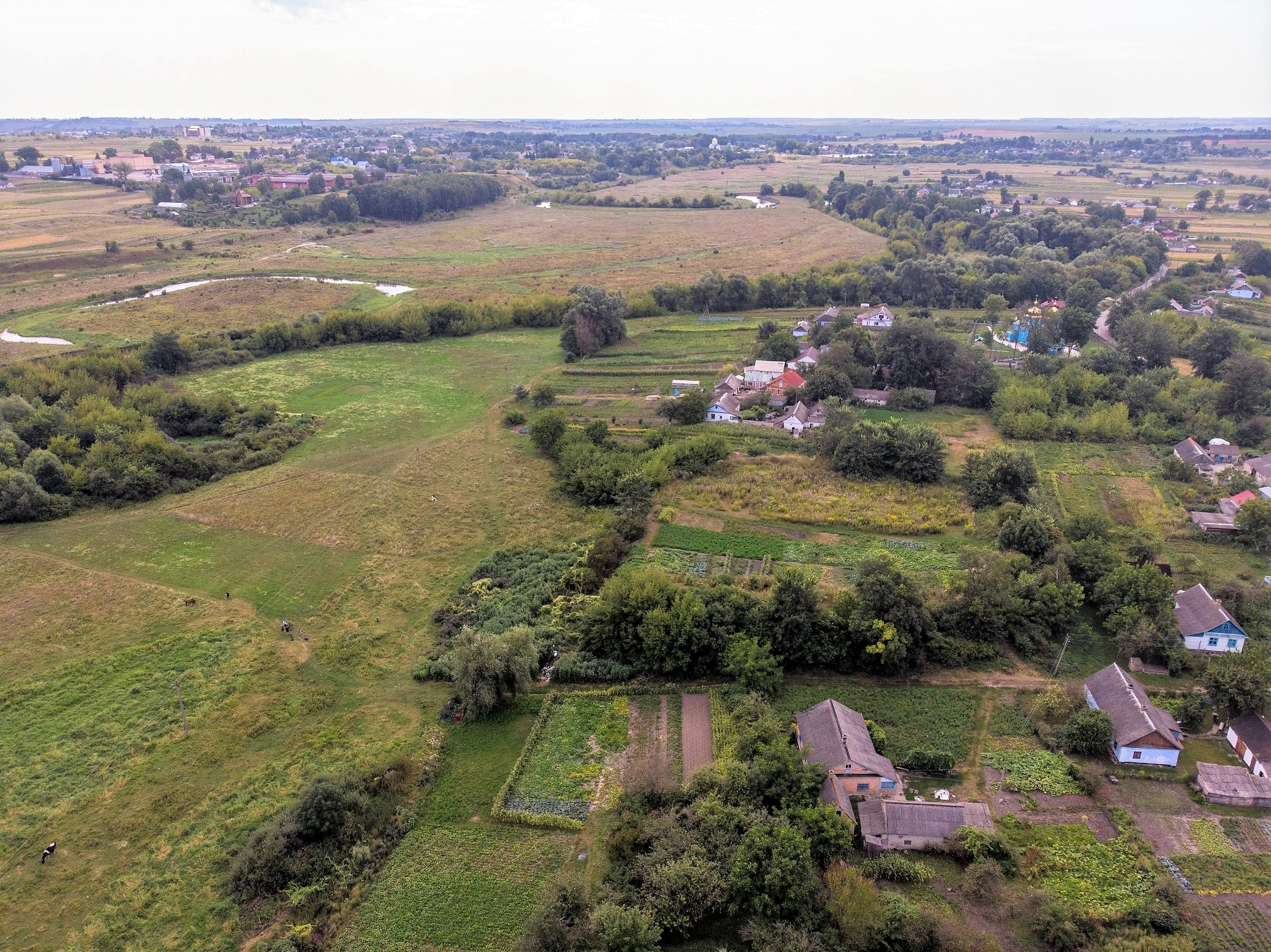
Вал і Церква з висоти пташиного польоту
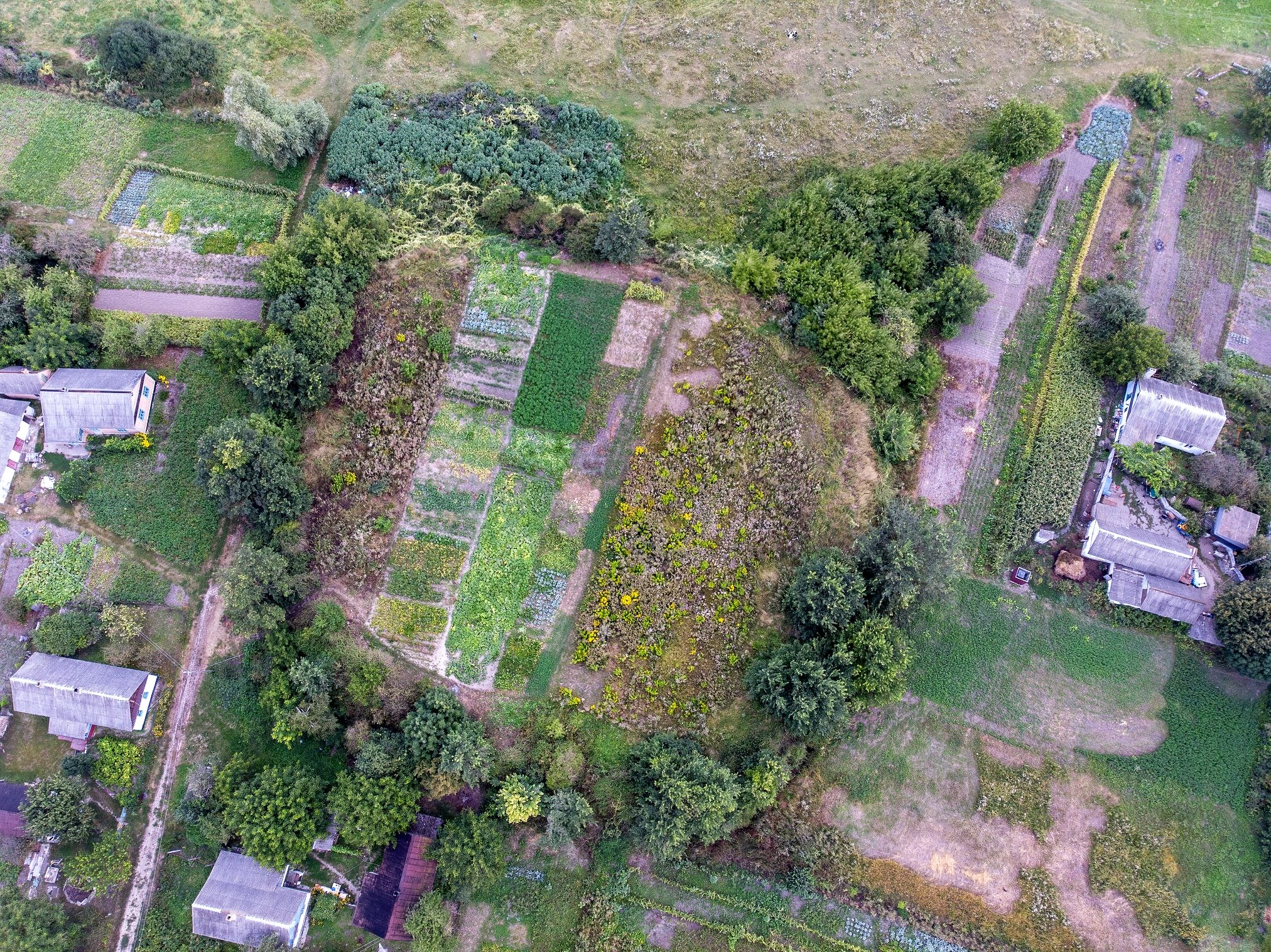
Городище (Вал)
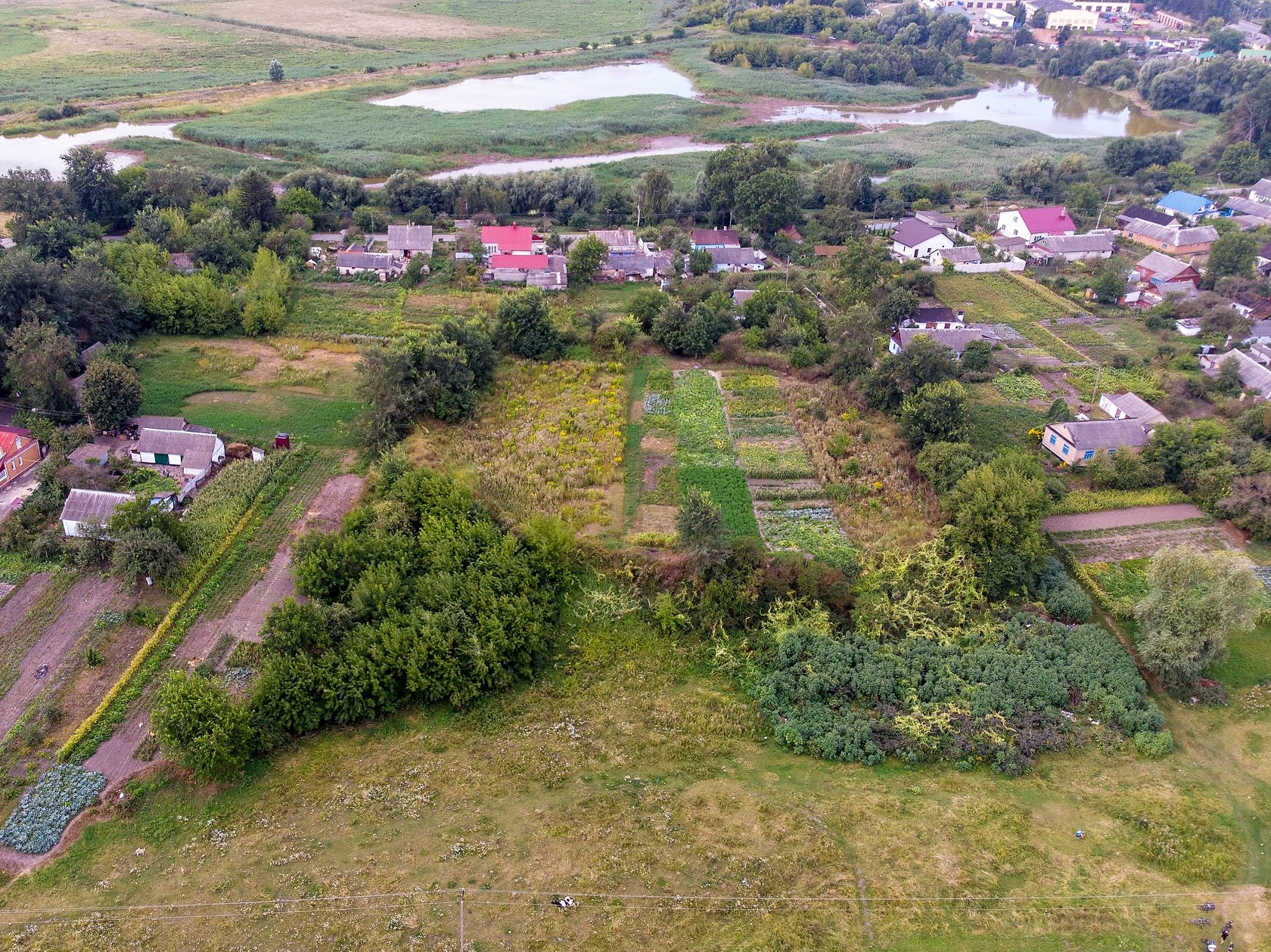
Під час повені старий Горбаків зусібіч був оточений водою

## Виноски
1. ↑  В 1890 році великим землевласником була Цецилія Кобилянська[14]
2. ↑  Застава Славутського прикордонного загону була в селі Скнит, Аннопольського району, напроти села Майків з польської сторони
3. ↑  Німецькою поліцією, за втечу з ув'язнення, розшукувались — Галанюк  Дем’ян (30.10.12 р.н.), Наконечний Каленик (1914 р.н.) та Яремчук Іван (18.9.12 р.н.)[27].
4. ↑  За звітом Служби безпеки ВО «Богун» 6 грудня 1943 року міст через Горинь охороняли 63 російських козаки  та 2 німці[28], один з яких, за спогадами Ф.Поліщука вгощав дітей цукерками.
5. ↑  Сульжук Іван Степанович, 1913 р.н., освіта 4 кл., швець, за польської окупації належав до підпільної ВЛКСМ, за першої більшовицької окупації бухгалтер в сільському кооперативі, в 1944 році був в УПА. Заарештований 28 січня 1950 р. Обвинувачений за ст. 20-54-1а, 54-11 КК УРСР. Засуджений окремою нарадою при МДБ СРСР 7 червня 1950 р. на 5 р. виправно-трудових таборів. Звільнений 23 квітня 1953 р. Весною 1949 року головою колгоспу став Сливка Адам Миколайович.
6. ↑  Євреї, які записались поляками.